# Liste von Wrestling-Kampftechniken
Um beim Publikum den Eindruck eines echten Kampfsports zu erwecken, existieren im Wrestling zahlreiche Griffe, Würfe und andere Aktionen, die teilweise aus Kampfsportarten entlehnt sind. Die saubere und dadurch auch sichere Durchführung dieser Manöver erfordert jahrelanges professionelles Training.

## Hinweis auf die potentielle Gefährlichkeit der beschriebenen Aktionen
Alle hier beschriebenen Techniken sind für Laien gefährlich und erfordern ein professionelles Training. Des Weiteren sind die folgenden Beschreibungen keine Anleitung zur Durchführung der entsprechenden Techniken, sondern dienen ausschließlich deren Erklärung.

## Haltegriffe
| \| Liste der Wrestling-Kampftechniken \|                                        |                       | |
| Abbildung                                                                       | Name                  | Beschreibung |
| Kurt Angle führt den Ankle-Lock an Shawn Michaels aus                           | Ankle Lock            | Beim Ankle Lock wird der Fußknöchel eines am Boden liegenden Gegners „verdreht“ und überdehnt. Meist wird das verdrehte Bein durch die Beine des Ausführenden eingeklammert, damit sich der Gegner nicht bewegen bzw. den Griff nicht lösen kann. Dieses Verfahren wird auch als Grapevine Ankle Lock bezeichnet. Häufig wird der Ankle Lock auch fälschlicherweise als Angle Lock bezeichnet, da dieser Haltegriff vom Wrestler Kurt Angle häufig benutzt wird. Der Haltegriff wird auch von Jake Hager und Chad Gable benutzt. |
| Hardcore Holly führt die Armbar an Mr. Kennedy aus                              | Armbar                | Bei dieser Aktion kann der Gegner in stehender, liegender oder kniender Position zur Aufgabe gebracht werden. Der ausführende Wrestler packt den Arm/die Arme des Gegners, zieht ihn/sie nach hinten in dessen Rückenbereich und stemmt sich mit seinem Körpergewicht gegen den Rücken des Gegners. Der Griff kann durch Einsatz der Knie des Ausführenden noch verstärkt werden. |
| Chris Masters führt den Bearhug an Shawn Michaels aus                           | Bear Hug              | Diese Aktion dient dazu, dem Gegner die Luft abzuschneiden und ihn zur Aufgabe zu zwingen. Der ausführende Wrestler greift um die Taille seines Gegners und hebt ihn dann leicht an. Seine geschlossenen Arme zieht er zusammen, um Druck auf den Oberkörper des Gegners auszuüben und ihm die Luft abzuschnüren. Heutzutage wird diese Technik eher selten gebraucht, wobei sie bis in die 1990er Jahre bei großen, stämmigen Wrestlern wie André the Giant sehr beliebt war. „Superstar“ Billy Graham benutzte ihn als Finisher. Heute wird er vor allem von Mark Henry und Braun Strowman benutzt. |
|                                                                                 | Body Scissors         | Bei der Body Scissors, im Deutschen auch Beinschere genannt, schließt der ausführende Wrestler die Beine um den Rumpf des Gegners. In den meisten Fällen wird eine solche Aktion mit einem am Kopf oder Oberkörper angesetzten Haltegriff kombiniert. Die Aktion wird des Öfteren auch Grapevine genannt, so entstehen zum Beispiel Move-Bezeichnungen wie der Grapevine Choke, bei dem der Gegner mit einer Körperschere gewürgt wird. Diese Aktion wird oft von Randy Orton gezeigt. |
| Chris Jericho führt eine Variation des Boston Crab an Shawn Michaels aus        | Boston Crab           | Der Gegner des ausführenden Wrestlers liegt zunächst auf dem Rücken. Der ausführende Wrestler ergreift die Beine seines Gegners, hebt sie an und dreht seinen Gegner auf den Bauch. Er selbst stellt sich nun mit dem Rücken zum Gegner und zieht die Beine seines Gegners mit Hilfe seines Körpergewichtes nach hinten, wobei dessen Bauchmuskulatur überdehnt werden soll. Diese Aktion war der Finishing Move von Rick Martel und Pedro Morales. Chris Jerichos Walls of Jericho ist eine Variante, die technisch mit Elevated Crab bezeichnet wird. Die Aktion kann auch nur mit einem Bein ausgeführt werden und nennt sich dann Half Boston Crab. |
|                                                                                 | Camel Clutch          | Bei dieser Aktion setzt sich der ausführende Wrestler auf den Rücken des Gegners, welcher auf dem Bauch liegt. Der Ausführende legt die Arme des Gegners über seine eigenen Beine und zieht den Kopf des Gegners am Kinn oder an der Stirn nach hinten. El Santo und The Iron Sheik machten die Technik populär. Eine Variation des Moves im Stehen wird von Scott Steiner als Finisher benutzt (Steiner Recliner). Heute wird dieser Move unter dem Namen The Accolade von Rusev genutzt. |
|                                                                                 | Chickenwing           | Bei diesem Halte- und Aufgabegriff, der im Stehen oder Liegen durchgeführt wird, greift der ausführende Wrestler einen Arm des Gegners, führt ihn hinter dessen Rücken und drückt ihn gegen den Körper, so dass der Arm nicht mehr bewegt werden kann. Auf diese Weise wird Druck auf Oberkörper und Schulterbereich des Gegners ausgeübt. |
|                                                                                 | Chokehold             | Chokehold bezeichnet einen Griff, der darauf abzielt, dem Gegner die Luft abzuschnüren. Ein Chokehold kann in verschiedenen Varianten ausgeführt werden; zum Beispiel mit der Hand, dem ganzen Arm, den Beinen usw.; wird aber immer so angesetzt, dass es aussieht, als würde der Hals des Gegners angegriffen und diesem dadurch das Atmen erschwert. |
|                                                                                 | Clawhold              | Beim Clawhold greift der ausführende Wrestler den Kopf des Gegners mit einer Hand und übt Druck auf diesen, insbesondere die Schläfen aus. Diese Aktion wurde als Iron Claw durch Fritz von Erich und Baron von Raschke bekannt. Eine andere Variante ist als Cranium Crunch durch Brian Adams bekannt geworden. Bei dieser wird mit beiden Händen seitlich Druck auf den Kopf des Gegners ausgeübt, wobei der Eindruck entstehen soll, dass dieser zerdrückt werden soll. Diese Variante wird heute noch, allerdings unter dem Namen Khali Vice Grip, von The Great Khali gezeigt. |
|                                                                                 | Cobra Clutch          | Der ausführende Wrestler packt den stehenden Gegner von hinten und zieht den einen Arm über den Hals des Gegners. Während er diesen Arm festhält, greift der Wrestler unter den festgehaltenen Arm und übt dann Druck auf den Kehlkopf aus. Diese Aktion wurde von Sgt. Slaughter bekannt gemacht. Ted DiBiases und The Ringmasters Version war der Million Dollar Dream. |
|                                                                                 | Cross-Arm-Breaker     | Beim Cross-Arm-Breaker setzt oder kniet sich der ausführende Wrestler auf die Schulter des auf dem Bauch oder Rücken liegenden Gegners. Dann zieht er den Arm des Gegners nach oben und übt Druck auf die Schulter- und Armpartie aus. Diesen Standardaufgabegriff beherrschen viele bekannte Wrestler, wie Taz und Kurt Angle. Zur Zeit nutzt ihn Alberto Del Rio als Finisher. |
| Chris Benoit führt eine Variation des Crossface an Montel Vontavious Porter aus | Crossface             | Zu Beginn des Griffes liegt der Gegner auf dem Bauch. Ein Arm des Gegners wird zwischen die Beine geklemmt und der eigene Oberkörper seitlich auf dem Rücken des Gegners positioniert. Dann wird mit beiden Unterarmen das Kinn oder die untere Gesichtshälfte des Gegners umfasst und nach hinten gezogen, wodurch Hals und Schultern gedehnt werden. Dieser Griff war als Crippler Crossface der Finisher von Chris Benoit und wird heute von Daniel Bryan als YES!-Lock sowie Robert Roode genutzt. |
|                                                                                 | Crossface Chickenwing | Eine im Liegen ausgeführte Kombination von Chickenwing und Crossface. Zusätzlich zu einem Chickenwing umfasst der ausführende Wrestler mit seinem freien Arm den Hals des Gegners und übt Druck auf dessen Kehlkopf aus. Dieser Aufgabegriff wurde populär durch Bob Backlund, der ihn als Finisher einsetzte. |
|                                                                                 | Dragon Sleeperhold    | Der ausführende Wrestler steht hinter seinem Gegner. Er klemmt den Kopf des Gegners nun, mit Blickrichtung Hallendecke, unter seinen rechten Arm. Mit dem linken Arm kann der linke Arm des Gegners zusätzlich nach hinten gezogen werden. Der Gegner wird nun auf seine Knie gedrückt und durch Zug nach hinten seine Bauchmuskulatur überdehnt. Diese Aktion wurde durch Ultimo Dragon bekannt. |
| Ric Flair führt den Figure Four Leglock an Hulk Hogan aus                       | Figure Four Leglock   | Der Gegner liegt hierbei auf dem Rücken. Der ausführende Wrestler greift ein Bein des Gegners und dreht es mit einem Spinning Toe Hold um sein eigenes. Anschließend klemmt er das andere Bein des Gegners mit Hilfe seiner Kniekehle ein, nachdem er es mit dessen zuerst gegriffenen Bein über Kreuz gelegt hat. Der Druck auf den Gegner wird also durch dessen eigenes Bein erzeugt und durch Bewegungen eines Beins des Angreifers gesteuert. Der Name Figure Four stammt aus den Martial Arts und bezeichnet die Stellung der Beine, die äußerlich an die Zahl 4 erinnert. Bret Hart setzte den Figure Four Leglock bisweilen auch um den Ringpfosten herum an, was als besonders schmerzhaft dargestellt wurde. Es ist möglich, diesen Move auszukontern, indem man sich auf den Bauch dreht – dabei verlagert sich der Druck auf die Beine des ursprünglichen Angreifers. Der Konter ist eine Variante des Indian Deathlock. Buddy Rogers und später Ric Flair machten die Aktion als ihren Finisher berühmt. |
|                                                                                 | Mandible Claw         | Der Angreifer steckt eine Hand in den Mund des Gegners und übt mit zwei Fingern Druck auf den Bereich unterhalb der Zunge aus, während er seinen Daumen von unten an den Unterkiefer presst. Wegen der dabei belasteten Nerven kann die Mandible Claw bei harter Durchführung auch zur Bewusstlosigkeit führen. Typischerweise wird mit der Mandible Claw ein Match per knock-out beendet, da der Gegner nicht mehr zu einer Submission in der Lage ist. Mick Foley benutzte die Aktion in seiner Rolle als „Mankind“ als Finisher, in dem er zwei seiner Finger in einer Ledermanschette, später Socke, hatte. Heute benutzt „The Fiend“ Bray Wyatt ihn als Finisher, um seine Gegner hinterhältig zur Aufgabe zu zwingen. |
|                                                                                 | Nelson Hold           | Der Nelson ist ein Aufgabegriff, bei dem der Angreifer einen (Half Nelson) oder beide (Full Nelson) Arme von hinten unter denen des Gegners hindurchschiebt und dann mit den Handflächen Druck auf den Nacken ausübt. Der Full Nelson wurde von vielen Wrestlern als Finisher benutzt, unter anderem von Genichiro Tenryu und Ken Patera. |
|                                                                                 | Rear Naked Choke      | siehe Schwitzkasten |
|                                                                                 | Rings of Saturn       | Der Gegner liegt auf dem Bauch, die eine Hand (meist die linke) wird eingeklemmt, während die andere hochgedrückt wird. So wird Druck auf die Schulter ausgeübt. Die Rings of Saturn waren der Finisher von Perry Saturn. |
| Chris Benoit führt den Sharpshooter an Chavo Guerrero aus                       | Sharpshooter          | Der Wrestler steigt zwischen die Beine des auf dem Rücken liegenden Gegners und schlingt diese um eines seiner Beine. Danach steigt er mit dem anderen Bein über den Gegner, wodurch dieser gezwungen wird, sich mit dem Bauch zum Ringboden zu drehen. Anschließend kann der Wrestler durch Zurücklehnen den Druck auf die Beine des Gegners, sowie die Dehnung des Rückens verstärken. Die Erfindung des Sharpshooters wird oft Bret Hart zugeschrieben, obwohl Riki Choshu und Sting (unter dem Namen Scorpion Death Lock) ihn bereits zuvor verwendeten. Lediglich der bis heute populärste Name des Moves geht auf Hart zurück; die technisch korrekte Bezeichnung ist Grapevine Boston crab oder Cloverleaf leg-lace crab. Heute wird er häufig von Bret Harts Nichte Natalya genutzt. |
|                                                                                 | Sleeper Hold          | siehe Schwitzkasten |
|                                                                                 | Spinning Toe-Hold     | Beim Spinning Toe-Hold liegt der Gegner auf dem Rücken. Der ausführende Wrestler nimmt einen Fuß des Gegners zwischen die Beine und vollführt eine ganze Drehung, wobei das Fußgelenk und der Knöchel sehr stark gedehnt werden. Nach dem Ausführen dieser Aktion lässt der Wrestler das Bein kurz los, richtet es in die Ausgangsstellung und wiederholt den Griff. Terry Funk benutzt diesen Move als einen seiner Finisher unter dem Namen Spinning Funk-Hold. |
|                                                                                 | STF                   | STF ist die Abkürzung für Step-over Toehold Facelock. Beim STF liegt der Gegner auf dem Bauch. Der Ausführende greift ein Bein des Gegners und klemmt es zwischen den eigenen Beinen ein. Danach legt man sich seitlich auf den oberen Teil des Rückens vom Gegner, greift mit einem Arm um den Kopf des Gegners und zieht zusammen mit dem anderen Arm den Kopf zurück. Dabei werden der Rücken, das Genick und das Knie des Gegners gedehnt. Eine modifizierte Version dieses Moves ist der Finisher von William Regal, welcher ihn unter dem Namen Regal Stretch benutzt |
| John Cena führt eine Variation des STS an Dave Batista aus                      | STS                   | STS ist die Abkürzung für Step-over Toehold Sleeperhold. Der Move wird fast genauso wie der STF ausgeführt mit dem Unterschied, dass der Ausführende mit seinem Arm um den Hals des Gegners greift. Dabei werden der Rücken, das Genick und das Knie des Gegners gedehnt. Dieser Move ist ein Finisher von John Cena, der diesen Move STF nennt. Jazz benutzte ihn regelmäßig als Finisher. |
|                                                                                 | Tazzmission           | Die Tazzmission ist die Gimmickbezeichnung der Judoaktion Katahajime. Hierbei wird von hinten ein Arm des Gegners eingehakt (wie beim Half Nelson). Mit dem anderen Arm greift man nun um den Hals des Gegners um ihn zu würgen, danach lässt man sich nach hinten fallen und setzt dazu noch eine Body Scissors an. Dies war der Finishing Move von Taz, nach welchem er auch benannt wurde. |
| Ric Flair führt die Testicular Claw an Jay Lethal aus                           | Testicular Claw       | Die Testicular Claw stellt einen Angriff auf die Genitalien des Gegners dar, bei dem der ausführende Wrestler den Hoden seines Gegenübers mit der Hand packt und zudrückt. Die Testicular Claw wird in der Regel ausschließlich von Wrestlern mit einem besonders „schmutzigen“ Kampfstil ausgeführt. Durch Ric Flair wurde diese verschriene Wrestlingaktion populär. |
|                                                                                 | Texas Cloverleaf      | Beim Texas Cloverleaf wird der Knöchel des auf dem Bauch liegenden Gegners in die Kniekehle des anderen Beins gepresst. Danach drückt man das Bein, in dessen Kniekehle der Knöchel fest sitzt, mit der einen Hand stark zusammen und greift mit der anderen durch die so in der Mitte zwischen den Beinen entstandenen Lücke durch, wobei meist auch mit dieser Hand das sich im 90-Grad-Winkel zum anderen Bein befindliche Bein in irgendeiner Weise gedreht wird, um weitere Hebelwirkung zu erzeugen. Dabei übt der ausführende Wrestler Druck auf Beine aus und dehnt zusätzlich noch den Rücken. Der Move wurde zum Beispiel von Dory Funk, Jr., Dean Malenko, Rhea Ripley und Sheamus als Finisher verwendet; auch Eddie Guerrero benutzte eine Variante (Elevated Texas Cloverleaf) des Moves unter dem Namen Lasso from El Paso. |
|                                                                                 | Torture Rack          | Diese Aktion ist eine Variation des Argentine Backbreakers. Der Rücken des Gegners wird über die Schultern gelegt und am Kopf sowie einem Bein festgehalten. Durch Ziehen am Kopf und am Bein soll der Rücken überdehnt und die Aufgabe herbeigeführt werden. Die Aktion wurde durch Hercules Hernandez und Lex Luger bekannt und wird heute von Ezekiel Jackson gezeigt. |
| Liste der Wrestling-Kampftechniken                                              |                       | |

## Würfe
| \| Liste der Wrestling-Kampftechniken \|                             |                           | |
| Abbildung                                                            | Name                      | Beschreibung |
|                                                                      | Olympic Slam              | Der Olympic Slam wird hauptsächlich von Kurt Angle als Finisher benutzt, wodurch er seinen bekannteren Namen Angle Slam erhielt. Dabei steht man hinter dem Gegner. Man nimmt einen Arm und ein Bein und legt den Körper nun auf seinen Schultern. Zum Schluss wirft man den Gegner mit einer halben Drehung hinter sich. |
|                                                                      | Back Body Drop            | Der Gegner wird in die Seile geschleudert, der Ausführende beugt seinen Oberkörper vornüber und hebt in der Rückwärtsbewegung den zurückfedernden Gegner über sich hinweg. Um den Aufschlag noch härter erscheinen zu lassen, stößt sich der Gegner häufig noch einmal selbst vom Rücken des Ausführenden ab, um eine größere Fallhöhe zu erreichen. |
|                                                                      | Flapjack                  | Flapjack ist eine Variation des Back Body Drop, bei welcher der Gegner mit zusätzlicher Unterstützung der Arme des Ausführenden nach oben gedrückt wird. Dies zielt wiederum darauf ab, die Fallhöhe zu vergrößern. |
| Gene Snitsky führt den Bodyslam an Brian Kendrick aus                | Bodyslam                  | Der ausführende Wrestler hebt seinen Gegner mit dem eigenen rechten Arm zwischen dessen Beinen an, der linke Arm greift die Schulter des Gegners. Während des Hochhebens wird der Gegner in der Luft mit dem Kopf nach unten gedreht und mit dem Rücken voran auf die Matte fallen lassen. Der Bodyslam ist eine Standardaktion, aus der sich verschiedene Varianten entwickeln lassen. |
|                                                                      | Burning Hammer            | Die Ausgangsposition ist wie beim Death Valley Driver; hier liegt der Gegner nach oben blickend mit dem Rücken auf den Schultern des Angreifers, der zudem ein Bein einhakt. Danach lässt man den Gegner auf den Kopf fallen. Wegen der sehr hohen Verletzungsgefahr wird die Aktion eher selten ausgeführt; Kenta Kobashi benutzt sie jedoch regelmäßig. |
|                                                                      | Chokeslam                 | Beim Chokeslam wird der Gegner mit einer Hand am Hals gepackt und anschließend mithilfe der anderen Hand hochgehoben. Aus dieser Position stößt der Ausführende seinen Gegner auf den Ringboden. Der Chokeslam ist eine häufig eingesetzte Aktion von großen Wrestlern, wie Kane, Big Show und The Undertaker. |
|                                                                      | Double-Handed Chokeslam   | Beim Double-Handed Chokeslam wird der Gegner mit beiden Händen an den Hals genommen und so in die Luft gehalten. Nun gibt es verschiedene Varianten: Der Ausführende kann sich entweder bei der Ausführung in die Sitzende Position begeben und den Gegner dabei auf die Matte fallen lassen, sich nach vorne fallen lassen und dabei den Gegner automatisch nach unten reißen oder den Gegner einfach nur von sich stoßen. Die letztere Variante wird vom Great Khali als Finisher benutzt. |
|                                                                      | Death Valley Driver       | Beim Death Valley Driver wird der Gegner mit dem Bauch auf die Schultern gehoben (Kopf rechts, Beine links oder umgekehrt). Der Ausführende lässt sich nun in die Richtung fallen, in die der Kopf des Gegners zeigt, wodurch dieser mit dem Nacken oder dem Kopf auf die Matte prallt. Tommy Dreamer oder auch Perry Saturn benutzten diesen Move als Finisher, in Gedenken an den verstorbenen Louie Spiccoli verwenden seine ehemaligen ECW-Kollegen den Namen Spiccoli-Driver. |
| John Cena führt eine Variation des Fireman's Carry an Kurt Angle aus | Fireman's Carry           | Wie beim Death Valley Driver liegt der Gegner auf den Schultern des Angreifers. Der Gegner wird an der Hüfte und einem Arm gegriffen und mit dem Rücken voraus auf den Boden geschleudert (Fireman's Carry Slam). Diese Aktion stellt leicht variiert als Attitude Adjustment (AA) den Finishing Move von John Cena dar. Ebenso können die Beine des Gegners aus diesem Ansatz heraus nach vorn gestoßen werden, während der Kopf zunächst noch festgehalten wird. Anschließend landet der Gegner nach einer Drehung mit Kopf und Oberkörper nach unten blickend auf dem Boden (Fireman's Carry Facebuster). Brock Lesnar führte diese Variation als F-5 ein, nannte ihn bei seinen Auftritten für New Japan Pro-Wrestling jedoch Verdict. |
|                                                                      | Frontslam                 | Der Gegner wird wie beim Bodyslam angehoben, dann aber in der Waagerechten gehalten. Der ausführende Wrestler lässt sich dann mit seinem Gewicht nach vorne auf den Gegner fallen. |
|                                                                      | Giant Swing               | Der Giant Swing wurde in Japan erfunden. Man nimmt die Beine seines Gegners unter die Arme und beginnt sich zu drehen. Nach einigen Runden lässt man seinen Gegner los und er wird weggeschleudert. Dieser Move ist durch den Wrestler Cesaro bekannt. |
|                                                                      | Gorilla Press Slam        | Bei diesem Wurf wird der Gegner mit ausgestreckten Armen über den Kopf gehalten, bevor ein Arm heruntergenommen wird, damit der Gegner auf eine Seite fällt, während er umgedreht wird und mit dem Rücken auf den Boden geworfen wird. Alternative kann der Gegner auch nach vorne oder nach hinten geworfen werden. Diese Kampftechnik wird oft genutzt, um die überlegene Kraft des ausführenden Wrestlers zu demonstrieren, wie zum Beispiel bei Tony Atlas oder Ultimate Warrior. |
|                                                                      | Hip Toss                  | Die Wrestler stehen nebeneinander und blicken in die gleiche Richtung. Der Ausführende greift mit seinem Arm unter die Achsel des Gegners und hebelt ihn mittels einer Drehung über die Hüfte, so dass dieser nach einer 270°-Drehung auf dem Rücken landet. Häufig wird diese Aktion auch von einem stehenden Wrestler gegen einen laufenden Gegner (bspw. nach einem Irish Whip) ausgeführt. |
|                                                                      | Irish Whip                | Auch als Hammer Throw oder schlicht Whip-in bekannt. Ein Wrestler greift seinen Gegner am Arm und zieht, bzw. stößt diesen in Richtung der Ringseile, der Ringecke oder eines anderen Hindernisses, auf welches der Gegner dann zuläuft. Nach einem Irish Whip in die Ringseile federt der Gegner meistens ab und läuft wieder in Richtung Ringmitte. Dies ist die Grundlage vieler Aktionen, wie zum Beispiel eines Hip Toss, eines Clotheslines oder eines Back Body Drop. Die Aktion setzte sich erst in den 1970er Jahren durch. Johnny Valentine weigerte sich beispielsweise grundsätzlich die Aktion einzustecken, da sie ihm zu unrealistisch erschien.                                                                            |
|                                                                      | Last Call / Fallaway Slam | Bei der Last Call steht der Gegner vor dem Ausführenden, dieser greift mit einem Arm zwischen die Beine des Gegners und mit dem anderen neben den Hals. Dann wird der Gegner in eine Waagerechte Position gehoben. Nun wirft der Ausführende das Opfer nur noch nach hinten und lässt sich währenddessen fallen. Diese Aktion kann auch aus erhöhten Positionen (zum Beispiel dem Top Turnbuckle) ausgeführt werden. Der Move wird auch Fallaway-Slam genannt. Dies war ein Signature Move von Scott Hall und JBL. |
|                                                                      | Powerslam                 | Beim klassischen Powerslam, wird der Gegner wie beim normalen Bodyslam angehoben, der ausführende Wrestler wirft sich jedoch, den auf die Matte fallenden Gegner festhaltend, mit seinem eigenen Gewicht nochmals auf diesen. |
|                                                                      | Front Powerslam           | Der Gegner wird mit dem Kopf nach unten auf die Schulter des ausführenden Wrestlers gehoben. Dieser lässt sich dann mit seinem Gewicht nach vorne auf den Gegner fallen. |
|                                                                      | Running Powerslam         | Eine Variation des Front Powerslam ist der Running Powerslam, wobei der Gegner zunächst mit dem Kopf nach unten auf der Schulter des ausführenden Wrestlers liegt, dieser Anlauf nimmt und sich dann, wie beim normalen Front Powerslam beschrieben fallen lässt. Dies war der Finishing Move des British Bulldog. Auch Bobby Lashley und Braun Strowman benutzen ihn als Finisher. |
|                                                                      | Reverse Mat Slam          | Man rennt von hinten an den Gegner, wie bei einem Bulldog und schleudert das Gesicht des Gegners auf den Ringboden. |
|                                                                      | Side Slam                 | Bei diesem Move, der auch als 'Rock Bottom' bekannt ist, wird dem Gegner vom Angreifer mit ganzem Arm um den Hals gefasst. Mit der linken Hand wird der Rücken des Gegners angehoben. Aus dieser Situation lässt sich der Angreifer mit dem Gegner grade nach vorne auf den Boden fallen. Diese Attacke wurde von The Rock als Finishing Move benutzt. Eine Variation dieses Moves benutzt Booker T unter dem Namen Book End. Eine andere Variante dieser Aktion benutzt auch Matt Hardy unter dem Namen Side Effect. Dabei lässt er sich allerdings nach hinten auf den Rücken fallen. |
|                                                                      | Sidewalk Slam             | Der Ausführende steht neben dem Gegner, beide in der gleichen Blickrichtung. Der ausführende Wrestler greift nun von der Seite mit beiden Armen um die Hüfte des Gegners (rechter Arm oben), hebt ihn mit dem Kopf Richtung Hallendecke waagerecht nach oben und lässt ihn mit dem Rücken auf die Matte wieder fallen. Kane benutzt diese Aktion häufig. |
|                                                                      | Spinning Side Slam        | Diese modifizierte Variante des Side Slams startet mit dem Hochheben des Gegners, sodass dieser horizontal mit dem Gesicht zum ausführenden Wrestler liegt. Dann wird der Gegner vom Angreifer mit ganzem Arm um den Hals gefasst. Mit der anderen Hand wird der Rücken des Gegners angehoben. Nun nimmt der ausführende Wrestler seitlich aus dem Oberkörper Schwung und dreht sich ca. 180 Grad mit dem Gegner, um ihn dann mit voller Kraft auf die Matte zu werfen. Teilweise wirft sich der ausführende Wrestler selber mit auf die Matte, um mehr Gewicht und somit mehr Kraft in die Aktion zu legen. Umaga hat diese Aktion oft benutzt um seinen Finisher, den Samoan Spike, vorzubereiten.                                       |
| Batista führt den Spinebuster an Edge aus                            | Spinebuster               | Meistens wird der Gegner mit einem Irish Whip in die Seile befördert. Wenn der Gegner vor einem steht, bringt man den eigenen Kopf ein wenig unter die Achseln des Opfers, wenn der Kopf links unter den Achseln ist, greift man nach dem linken Bein und zieht es in die entgegengesetzte Richtung des rechten Beins. Danach drückt man den Gegner nach oben und lässt sich nach vorne auf die Knie fallen. Triple H benutzt eine Spinning Spinebuster Variante, wobei er sich um 180° dreht und dann den Spinebuster ausführt. Balls Mahoney benutzt eine Sit-Out-Variante unter dem Namen Ball Breaker und Lance Cade benutzte eine Sit-down-Variante als Finisher.                                                                     |
| Liste der Wrestling-Kampftechniken                                   |                           | |

## Backbreaker-Variationen
| \| Liste der Wrestling-Kampftechniken \| |                                       | |
| Abbildung                                | Name                                  | Beschreibung |
|                                          | Backbreaker (klassisch)               | Der ausführende Wrestler hebt seinen Gegner mit dem eigenen rechten Arm zwischen dessen Beinen an, der linke Arm greift die Schulter des Gegners. Der Gegner wird in der Waagerechten gehalten und mit der Seite oder dem Rücken auf das Knie des ausführenden Wrestlers fallen gelassen.                                  |
|                                          | Tilt-A-Whirl Backbreaker              | Der ausführende Wrestler schleudert den Gegner in die Seile, fängt ihn beim Zurückfedern auf, dreht ihn in der Luft um 360° und lässt ihn mit dem Rücken auf sein ausgestrecktes Knie fallen. Bekannt wurde die Aktion vor allem durch Brian Adams.                                                                        |
|                                          | Argentine Backbreaker                 | Beim Argentine Backbreaker wird der Rücken des Gegners über die Schultern gelegt und am Kopf sowie einem Bein festgehalten. Der Angreifer lässt sich auf die Knie fallen, wodurch sich der Aufprall direkt auf den Rücken des Gegners auswirkt. Das Torture – Rack ist die Aufgabegriff – Variante dieser Aktion.          |
|                                          | Backstabber / Double Knee Backbreaker | Der Ausführende steht hinter dem Gegner. Nun fasst der Ausführende mit beiden Händen beide Schultern des Gegners und reißt diesen im Rückwärtsfallen nach hinten. Dabei zieht der Ausführende seine Knie an und stößt diese somit in den Rücken des Gegners. Der Backstabber ist auch als Double Knee Backbreaker bekannt. |
|                                          | Gorilla Press Backbreaker             | Der Gegner wird wie beim normalen Gorilla Press mit beiden Armen über den Kopf des Ausführenden gehoben und dann aber nach vorne, mit dem Rücken voran auf das Knie wieder fallen gelassen. Nikolai Volkoff verwendete diese Aktion als Russian Backbreaker.                                                               |
|                                          | Side Backbreaker                      | Der Ausführende steht neben dem Gegner, beide in der gleichen Blickrichtung. Der ausführende Wrestler greift nun von der Seite mit beiden Armen um die Hüfte des Gegners (rechter Arm oben), hebt ihn mit dem Kopf Richtung Hallendecke waagerecht nach oben und lässt ihn mit dem Rücken auf sein Knie wieder fallen.     |
| Liste der Wrestling-Kampftechniken       |                                       | |

## DDT-Variationen
| \| Liste der Wrestling-Kampftechniken \| |                         | |
| Abbildung                                | Name                    | Beschreibung |
|                                          | DDT                     | Hierbei klemmt sich der Wrestler frontal den nach vorne gebeugten Kopf des Gegners am Hals unter den Arm und lässt sich nach hinten fallen, so dass der Kopf des Gegners hart auf den Ringboden stößt. Die Bezeichnung DDT wurde von Jake Roberts eingeführt und ist laut Legende die Kurzform für „Damien's Dinner Time“ (Damien war die Schlange von Jake Roberts). Auch Raven benutzt den DDT unter dem Namen Raven Effect. In Hardcore-Matches ist ein DDT auf einen Gegenstand (zum Beispiel einen Stuhl) sehr beliebt. |
|                                          | Brainbuster             | Beim Brainbuster handelt es sich um einen sehr hoch (bis in die Vertikale) gehobenen Implant DDT, weshalb auch die Bezeichnung Brainbuster DDT geläufig ist. Nach dem Hochheben des Gegners lässt der Ausführende den Gegner gelegentlich einige Zeit in der Vertikale, bis er den Gegner schließlich mit dem Hinterkopf auf die Ringmatte fallen lässt. Der Brainbuster wird auch als Vertical Suplex-Variante angesehen, da er diesem im Ansatz sehr ähnelt. In Japan ist der Name Brainbuster in der Tat auch für einen normalen Vertical Suplex üblich. Bekannte häufige Benutzer dieses Moves sind Jushin Liger und Chavo Guerrero. Kid Kash benutzt diese Aktion ebenfalls und nennt sie Dead Level. Der normale Brainbuster fungiert als Finisher von Austin Aries, Shawn Spears, El Generico oder Joey Janela. Letzterer verwendet auch einen Brainbuster auf die oberste Ringecke als Finisher. |
|                                          | Reverse DDT             | Bei einem Reverse DDT fasst der Ausführende von hinten um den Kopf des Gegners, sodass dessen Oberkörper mit Blick nach oben horizontal in der Luft liegt. Dann lässt er sich nach hinten fallen und rammt somit den Hinterkopf des Gegners auf die Matte. Diese Aktion wird von Sting unter der Bezeichnung Scorpion Death Drop als Finisher benutzt. Es gibt auch eine Variante, bei der sich der Ausführende nach hinten in Richtung Boden fallen lässt, dies wird als Diving Reverse DDT bezeichnet. |
|                                          | Impaler DDT             | Diese Attack wird auch als Implant DDT bezeichnet. der Gegner wird in den DDT-Ansatz genommen und vertikal hochgestemmt. Der Ausführende lässt sich fallen, sodass das Gesicht des Gegners auf die Matte prallt. Bei der Variante des Wrestlers Edge wird der Gegner aus dem DDT-Ansatz noch etwas weiter nach oben gehoben und prallt so mit noch höherer Wucht auf die Matte auf. Diese Aktion wird auch von Christian und Bobby Roode als Glorius DDT benutzt. |
|                                          | Tornado DDT             | Der ausführende Wrestler befindet sich in einer erhöhten Position (zum Beispiel auf dem Ringseil) oder läuft auf den Gegner zu und hält den Gegner im normalen DDT-Ansatz. Nun springt er von seinem Standpunkt ab, dreht sich (und somit auch den Gegner) um ca. 180 Grad, um dann auf den Rücken zu fallen und den Kopf des Gegners auf den Boden zu rammen. Crash Holly (Crash DDT) und Jacqueline (BUHI) verließen sich oft auf diesen Move. |
|                                          | Jumping Swinging DDT    | Der ausführende Wrestler springt auf seinen Gegner zu, führt seinen rechten Arm oberhalb der linken Schulter und links am Kopf vorbei und beginnt sich nun mit seinem Körper akrobatisch um den Gegner herumzuschwingen. Am Rücken des Gegners angekommen rollt sich der Wrestler so ab, dass er mit dem linken Arm nun den „DDT“ ansetzen kann, indem er den Kopf unter den Arm nimmt. Dieser Grapple-Move findet extrem schnell statt und fordert beiden Wrestlern enorme Beweglichkeit ab. |
|                                          | Rope Hung DDT/Spike DDT | Der ausführende Wrestler nimmt seinen Gegner und steckt ihn durch das zweite Ringseil hindurch, so dass nur noch die Füße am Seil hängen. Dann klemmt der Ausführende den Kopf seines Gegners unter die Arme und lässt den Kopf dann auf den Boden fallen. Diese Art des DDT's wird hauptsächlich von Randy Orton eingesetzt. |
| Liste der Wrestling-Kampftechniken       |                         | |

## Piledriver-Variationen
| \| Liste der Wrestling-Kampftechniken \|                  |                                   | |
| Abbildung                                                 | Name                              | Beschreibung |
|                                                           | Piledriver                        | Der Gegner wird hierbei umfasst, hochgehoben, mit dem Kopf nach unten gehalten und schließlich durch schnelles Hinsetzen mit dem Kopf auf den Ringboden gestoßen. Diese klassische Variante wird auch als Texas Piledriver bezeichnet. Obwohl (außerhalb des Kayfabe) normalerweise der Kopf des Gegners nur leicht oder gar nicht auf dem Ringboden aufkommt, birgt ein Piledriver ein relativ hohes Verletzungsrisiko und ist daher in der WWE verboten. |
|                                                           | Flip Piledriver                   | Wie beim Ansatz eines normalen Piledriver oder einer Powerbomb klemmt der Wrestler den Kopf des Gegners zwischen seine Beine. Aus dieser Position springt (laut Kayfabe) der ausführende Wrestler nach vorne und dreht sich und den Gegner in der Luft um ca. 360 Grad, sodass der Gegner nach der Drehung mit dem Kopf auf dem Boden aufkommt und der Ausführende in einer sitzenden Position landet. Tatsächlich geht der Flip Piledriver jedoch hauptsächlich vom Gegner aus, da dieser sich aus der Ausgangsstellung in eine stehende Position begibt und einen Rückwärtssalto ausführt. Der Flip Piledriver wurde von Petey Williams unter dem Namen Canadian Destroyer eingeführt und wird heute von Dustin Rhodes und Adam Cole benutzt. |
| The Undertaker führt den Tombstone Piledriver an Edge aus | Reverse oder Tombstone Piledriver | Die Wrestler stehen sich Angesicht zu Angesicht gegenüber. Der Ausführende greift den Gegner und dreht ihn kopfüber, springt ab und lässt sich in eine sitzende Position fallen. Der Unterschied zum „normalen“ Piledriver wird in der alternativen Bezeichnung Belly to Belly Piledriver verdeutlicht, die nichts anderes bedeutet, als Bauch an Bauch. Owen Hart benutzte die Aktion zeitweilig unter der Bezeichnung Hart Driver als Finisher und sorgte 1997 damit versehentlich für einen Nackenbruch bei Steve Austin. Beim Tombstone (engl.= Grabstein) wird der Gegner so hoch gehoben, dass er mit dem Kopf nach unten schaut. Der Ausführende kniet sich und lässt den Gegner mit dem Kopf auf seine Knie aufkommen. Obwohl dies den Eindruck einer schmerzhaften Aktion erweckt, schützen gerade die Knie des Ausführenden den Kopf des Gegners. Im Gegenteil werden jedoch die Gelenke des Ausführenden extrem belastet. Der Tombstone wurde durch The Undertaker bekannt und gelegentlich auch von Kane verwendet, der die Aktion gerade wegen der Belastung nicht so gerne ausführt. |
| Liste der Wrestling-Kampftechniken                        |                                   | |

## Powerbomb-Variationen
| \| Liste der Wrestling-Kampftechniken \|                 |                                | |
| Abbildung                                                | Name                           | Beschreibung |
| Batista führt eine Variation der Powerbomb an Finlay aus | Powerbomb                      | Bei der Powerbomb, die von Lou Thesz durch einen misslungenen Piledriver „erfunden“ wurde, wird der Kopf des Gegners zwischen die Beine geklemmt und anschließend versucht, den Gegner durch Hochziehen an der Taille zu drehen, um ihn anschließend auf die Schultern zu drücken. In der Regel wird allerdings eine spektakulärere Variante durchgeführt, bei welcher der Gegner hochspringt, so dass er bis auf die Schulterhöhe des Durchführenden kommt, um dann mit dem Rücken auf den Boden geschleudert zu werden. Die Powerbomb wird als Finisher zum Beispiel von Kevin Nash, der sie Jackknife nennt, genutzt. |
|                                                          | Crucifix Powerbomb             | Hierbei wird der Gegner aus dem normalen Powerbomb-Ansatz über den Kopf auf den Rücken des Angreifers gehoben und mit ausgestreckten Armen an den Achseln oder Oberarmen gehalten. Nun beugt sich der Ausführende nach vorn und wirft den Gegner auf den Boden. Diese Variation wurde von Scott Hall als Razor's Edge (bzw. Outsider's Edge in der WCW) etabliert. Roman Reigns zeigt diesen Move als Sit-Out Crucifix Powerbomb. Auch Sheamus zeigt sie unter dem Namen High Cross, ebenso wie Kevin Thorn in seiner kurzen Zeit als Mordecai 2004.                                                                     |
|                                                          | Double Underhook Powerbomb     | Der Ausführende umfasst nicht die Taille des Gegners, sondern hakt dessen Arme ein und zieht ihn daran nach oben. Dabei sitzt der Gegner zumeist nicht erst auf den Schultern des Angreifers, sondern wird gleich auf den Boden geschleudert. Die Sitout-Variante dieser Aktion wurde durch Mitsuharu Misawa als Tiger Driver berühmt gemacht. |
|                                                          | Ganso Bomb                     | Hierbei wird der Gegner nur so weit angehoben, bis er ähnlich wie beim Piledriver vertikal kopfüber gehalten wird. Anschließend landet er jedoch auf dem Nacken- und Schulterbereich. Diese besonders gefährliche Aktion entstand aus einem schlecht ausgeführten Piledriver von Lou Thesz und ist insbesondere in Japan anzutreffen, hauptsächlich aber von Toshiaki Kawada. |
|                                                          | Inverted Powerbomb             | Wird auch Inverted Front Powerslam oder Inverted Oklahoma Slam oder Dominator genannt. Der Gegner wird mit dem Gesicht nach oben auf die Schulter gehoben, der ausführende Wrestler lässt sich nach vorne fallen und dreht den Gegner währenddessen um, damit dieser mit dem Bauch voraus nach unten auf den Boden fällt. Diese Aktion wurde durch Ron Simmons bekannt und wurde von Bobby Lashley verwendet. |
|                                                          | Last Ride / Elevated Powerbomb | Der Last Ride ist eine Variante der Powerbomb. Der Kopf des Gegners wird zwischen die Beine genommen, dann wird der Gegner zuerst auf die Schultern und dann mit beiden Armen über den Kopf gehoben. Anschließend wirft der Ausführende den Gegner auf den Rücken, wobei der Ausführende stehen bleibt. Diesen Finishing Move benutzt der Undertaker. |
|                                                          | Sit-Down Powerbomb             | Diese Variante zeichnet sich dadurch aus, dass sich der Ausführende simultan zum Herunterwerfen des Gegners auf den Boden setzt, was einen härteren Aufschlag suggerieren soll. Die Aktion stellt den Finishing Move von Batista unter dem Namen Batistabomb dar, er wird jedoch auch von einigen anderen Wrestlern gebraucht. |
|                                                          | Gutwrench Powerbomb            | Die Gutwrench Powerbomb unterscheidet sich gegenüber der normalen Powerbomb in der Art wie der Ausführende seinen Gegner hochbefördert. Der Gegner wird z. B. durch einen Tritt in den Magen, in eine gebeugte Stellung gebracht. Der Ausführende Wrestler stellt sich nun parallel zum Gegner, fasst ihn um die Taille oder um den Bauch, um ihn dann hoch zu befördern und mit dem Rücken auf den Ringboden zu befördern. Jack Swagger führt diese Aktion als seinen Finisher aus. |
| Liste der Wrestling-Kampftechniken                       |                                | |

## Suplexe
| \| Liste der Wrestling-Kampftechniken \|                             |                         | |
| Abbildung                                                            | Name                    | Beschreibung |
| Big Show führt einen Suplex an John Bradshaw Layfield aus            | Suplex                  | Suplex ist ein Oberbegriff für eine Vielzahl von Aktionen, auch wenn mit dieser schlichten Bezeichnung häufig ein Vertical Suplex verbunden wird. Dabei wird der Kopf des Gegners unter die Achseln genommen, sodass er auf den Boden schaut. Der körpernahe Arm wird über die Schulter des Ausführers gelegt. Der Gegner wird nun im Halbkreis über den Ausführer gehoben. Am Ende lässt sich der Ausführer selbst mit auf den Boden fallen, während der Gegner mit viel Schwung auf der Matte landet. Wird diese Aktion in einer einzigen, sehr schnellen Bewegung durchgeführt, handelt es sich um einen Snap Suplex. Viele Suplex-Varianten können auch vom Seil oder aus einer sonstigen erhöhten Position ausgeführt werden; dann spricht man von einem Superplex. Einer der ersten wichtigen Benutzer eines Vertical Suplex aus der Ringecke war Bob Orton Jr. Den aktuellen (inoffiziellen) Rekord des am längsten gehaltenen Vertical Suplex hält derzeit der Schweizer Claudio Castagnoli, 70 Sekunden konnte er seinen Gegner oben behalten, bevor er ihn auf die Matte fallen ließ. |
|                                                                      | Back Suplex             | Diese auch Belly-to-Back Suplex genannte Aktion wird am Rücken des Gegners angesetzt. Der Ausführer steckt seinen Kopf unter dessen Achsel und greift seinen Körper mit beiden Händen; mitunter umhakt er dabei ein Bein. Nun hebt er den Gegner an und lässt sich auf den Rücken fallen. Mitunter verharrt der Ausführende dabei in einer Brücke, um dadurch einen Pinfall herbeizuführen. |
|                                                                      | Belly to Belly Suplex   | Der ausführende Wrestler umfasst den Gegner von vorn und hebt ihn an. Nun wirft er ihn entweder unter Beibehaltung des Griffes in einer seitlichen Drehbewegung (Side release) auf den Boden oder über seinen Kopf (Overhead) nach hinten, sodass der Gegner auf dem Rücken landet. Die Overhead-Variante gehört zu den gefährlichsten Suplessen und ist/war ein Markenzeichen von Chris Benoit, Kurt Angle, Bobby Lashley und Brock Lesnar. Bei den Damen wird der Belly to Belly Suplex mit einem Side Release unter dem Namen Bayley-to-Belly Suplex von Bayley genutzt. |
|                                                                      | Delayed Vertical Suplex | Ähnlich dem Belly to Belly Suplex wird der Gegner angehoben, wobei der angreifende Wrestler die Schulter des Gegners auf die eigene setzt, um ihn so einige Sekunden kopfüber zu balancieren. Nach einigen Sekunden wird der Move durch das Werfen des Gegners auf den Boden komplettiert. Den Rekord für den längsten Delayed Vertical Suplex hält Claudio Castagnoli, der seinen Gegner 100 Sekunden lang balancieren konnte. Bei einer Variation dieses Wurfes, dem One-armed delayed vertical suplex, wird der Gegner nur mit einem Arm oben gehalten. Diese Variation zeigte Bobby Lashley oft. |
|                                                                      | Exploder Suplex         | Bei diesem Move wird dem Gegner vom Angreifer mit dem ganzen Arm um den Hals gefasst. Mit der linken Hand an der Kniekehle des Gegners lässt sich der Angreifer nach hinten fallen und wirft den Gegner über seine Schulter auf den Boden. Shelton Benjamin benutzte diesen Move unter dem Namen T-Bone Suplex als Finisher. |
|                                                                      | Fisherman's Suplex      | Beim normalen Vertical Suplex-Ansatz wird zusätzlich mit einer Hand ein Bein des Gegners eingehakt. Bei der Ausführung der Aktion verbleibt der ausführende Wrestler üblicherweise in einer Brücke, um den Gegner zu pinnen. Curt Hennig als Mr. Perfect etablierte diese Variante unter dem Namen Perfect Plex (in der WCW Hennig Plex). |
|                                                                      | Gutwrench Suplex        | Der Gegner ist vornübergebeugt. Der ausführende Wrestler steht vor ihm, greift dem Gegner von oben um dessen Hüfte, zieht ihn nach oben, lässt sich selbst nach hinten fallen und der Gegner landet mit seinem Rücken auf der Matte. |
| Chris Benoit führt den German Suplex an Montel Vontavious Porter aus | German Suplex           | Der angreifende Wrestler greift seinen Gegner hinter ihm stehend um die Hüfte, hebt ihn an und lässt sich rückwärts fallen während er sich beim Rücken und den Beinen des Gegners einhakt, um ihn dann mit der Schulter und dem Oberkörper voraus auf den Boden zu werfen. Der Angreifer bleibt beim Gegner eingehakt und drückt die Schultern auf die Matte, um einen Pinversuch zu starten. Dieser Suplex wurde nach Karl Gotch benannt. |
|                                                                      | Release German Suplex   | Eine Variation des German Suplex ist der Release German Suplex bei dem der Gegner nach dem Wurf losgelassen wird, und der Rolling German Suplex bei dem sich der angreifende Wrestler nach der Ausführung während er immer noch eingehakt ist auf die Seite rollen lässt, um danach zusammen mit dem Gegner wieder aufzustehen und den Suplex nochmals auszuführen. Unter anderem sind die Wrestler Kurt Angle und Chris Benoit für diese Aktion bekannt. Diese führen meist einen Triple German Suplex, also eine dreifache Wiederholung des Suplex durch, indem sie sich zweimal zur Seite rollen. |
|                                                                      | Nelson Suplex           | Von hinten wird einer oder beide Arme des Gegners untergriffen (entsprechend Half Nelson oder Full Nelson), anschließend erfolgt ein Wurf nach hinten auf den Rücken oder den Nacken. Auch hier ist ein Pin-Versuch per Brücke möglich. Zu den bekanntesten Benutzern dieser Aktion gehören Chris Benoit, Keiji Mutoh und Hiroshi Hase. Jay Lethal verwendet oft eine Variante, bei der der Full Nelson während der Ausführung gelöst wird und sich der Gegner in der Luft überschlägt, folglich also auf dem Bauch landet. |
|                                                                      | Northern Lights Suplex  | Der Ausführende steckt den Kopf unter einen Arm des Gegners, umfasst ihn an der Taille und wirft ihn wie beim Belly to Belly Suplex nach hinten. Dieser Move wurde von Hiroshi Hase eingeführt. Bei den gebräuchlichsten Variationen wird zusätzlich der freie Arm des Gegners auf dessen Rücken festgehalten oder ein Bein eingehakt. Manchmal wird aber auch ein Pinversuch in Form einer Brücke gestartet. |
|                                                                      | Suplex Powerslam        | Der Gegner wird aus dem normalen Suplex-Ansatz heraus angehoben und meistens noch eine Zeit lang vertikal in der Luft gehalten. Anschließend führt der Wrestler aus dieser Position einen Powerslam aus, sodass er mit dem Gesicht nach unten auf seinem Gegner landet. Der Move wurde von Dean Malenko eingeführt, doch am bekanntesten ist er als Finisher von Bill Goldberg, der ihn Jackhammer nennt. |
|                                                                      | Underhook Suplex        | Der angreifende Wrestler hält einen Arm des Gegners unter seinem eigenen, seinen anderen Arm legt er um dessen Nacken, daher auch Necklock Suplex genannt. Der Gegner wird nun seitlich, ähnlich wie bei einem Hip Toss, zu Boden geworfen. André the Giant verwandte eine Variante als Finisher, bei der er sich nach dem Wurf zusätzlich auf seinen Gegner fallen ließ. |
|                                                                      | Double Underhook Suplex | Der angreifende Wrestler hält beide Arme des Gegners unter seine eigenen, und hält sich an den Oberarmen des Gegners fest. In dieser Stellung kann der Gegner nicht mehr kontern, er ist sozusagen gefangen (engl. trap, daher auch Trapping Suplex), und wird vom Angreifer ähnlich dem Overhead belly to belly suplex auf den Boden geworfen. |
| Liste der Wrestling-Kampftechniken                                   |                         | |

## Andere Angriffe
| \| Liste der Wrestling-Kampftechniken \|                     |                                       | |
| Abbildung                                                    | Name                                  | Beschreibung |
|                                                              | Atomic Drop                           | Der Gegner steht mit dem Rücken zum ausführenden Wrestler. Dieser fasst nun von hinten mit seinem rechten Arm um die Hüfte, mit seinem linken Arm das Bein des Gegners. So wird der Gegner nun hochgehoben und mit dem Gesäß auf das Knie des Ausführenden wieder fallen gelassen. Dies war der Finishing Move von Pat Patterson und wurde häufiger von Chris Jericho, sowie Shawn Michaels und Edge verwendet. |
|                                                              | Body Scissors Atomic Drop             | Diese Aktion war eine Spezialaktion von André the Giant und wurde von ihm oft in Handicap Matches benutzt. Der Gegner sitzt am Boden und der ausführende Wrestler dahinter. Letzterer setzt nun eine Body Scissors um die Hüften des Gegners an und zieht dessen Arme nach hinten. Er lässt sich zurückfallen und hebt mit seiner Beinkraft den Gegner nach oben, um ihn dann in der Rückbewegung mit dem Gesäß voran auf die Matte schlagen zu lassen. Andre the Giant machte diese Aktion mit zwei Wrestlern gleichzeitig. |
|                                                              | Inverted Atomic Drop                  | Der Gegner steht dem ausführenden Wrestler gegenüber. Dieser fasst nun die Beine des Gegners. So wird der Gegner nun hochgehoben und mit dem Gesäß auf das Knie des Ausführenden wieder fallen gelassen. Ein prominenter Verwender dieser Aktion war Bret Hart. |
| Chris Jericho führt den Bulldog an Booker T aus              | Bulldog                               | Der Gegner wird meist aus dem Lauf von hinten mit einem Arm am Hals umfasst und auf den Boden gedrückt, wobei der Ausführende sich selbst in eine sitzende Position fallen lässt. Ebenso kann die Aktion aus dem Stand erfolgen; dabei hält der Wrestler den Kopf des Gegners unter seiner Achsel und springt nach vorn. Diese Aktion wurde als Finisher von Dustin Rhodes benutzt. |
|                                                              | Cutter                                | Hierbei umfasst der ausführende Wrestler den Kopf des hinter ihm stehenden Gegners, sodass er dessen Kinn über seine Schulter zieht. Anschließend springt er und lässt sich auf den Boden fallen, wodurch der Kopf des Gegners auf den Boden oder die Schulter des Ausführenden prallt. Die Aktion wurde von Johnny Ace als Ace Crusher eingeführt und ist heutzutage vor allem als Finisher von Diamond Dallas Page (Diamond Cutter) und Randy Orton, der ihn nach seinen Initialen RKO benannte, bekannt. Bei Matt Hardys Twist of Fate handelt es sich ebenfalls um einen Cutter, dem allerdings ein frontal angesetzter Schwitzkasten (Front Facelock) mit anschließender Drehung um 180 Grad vorausgeht. |
|                                                              | Stunner                               | Aus dem Cutter ist in den 90er Jahren der Stunner entstanden, bei dem der ausführende Wrestler nicht mit dem Rücken auf dem Ringboden landet, sondern sich in eine sitzende Position fallen lässt, sodass der Kiefer des Gegners auf des Ausführenden Schulter landet. Besonders bekannt gemacht wurde der Stunner durch Stone Cold Steve Austin, während er heute oft von Kevin Owens benutzt wird. Ein Stunner ist also ein three-quarter-facelock jawbreaker. Abgesehen von diesem kleinen Unterschied kann jegliche Variation eines Cutters auch als Stunner ausgeführt werden. |
|                                                              | Facebuster                            | Grundsätzlich zeichnet sich ein Facebuster dadurch aus, dass der Gegner mit dem Gesicht voraus auf die Matte knallt. Als verbreitetste Variante kann der Sitout Facebuster angesehen werden. |
| Triple H bei der Ausführung des Double Underhook Facebusters | Double Underhook Facebuster           | Während der Kopf des gebückten Gegners zwischen den Beinen des Angreifers positioniert ist, hakt dieser die Arme des Gegners auf dessen Rücken ein. Nun springt der ausführende Wrestler nach hinten und landet auf den Knien, wodurch der Gegner auf den Boden knallt, ohne sich mit den Händen schützen zu können (allerdings lässt der Ausführende meist den Griff los, sodass der andere die Landung besser steuern kann). Triple H nennt diese Aktion Pedigree und benutzt sie als Finishing Move. In der WCW wurde der Move als Face Driver bezeichnet. |
|                                                              | Sitout Facebuster                     | Der Angreifer packt den ihm zugewandten oder gebückten Gegner am Kopf oder an den Haaren und springt in eine sitzende Position. Dabei knallt der Gegner zwischen den ausgestreckten Beinen des Angreifers mit dem Gesicht auf den Boden. Sean Waltman benutzt diesen Move unter dem Namen X Factor als Finisher, des Weiteren gehört er als Facejam zum Repertoire von Konnan. |
|                                                              | Headbutt                              | Bezeichnet einfach einen Kopfstoß. Dieser kann in verschiedenen Varianten ausgeführt werden, wie zum Beispiel mit vorherigem Sprung, festhalten des Kopfes des Gegners, oder in die Magengegend. Berüchtigt für eine besondere Härte dieser Aktion waren alle samoanischen Wrestler, sowie André the Giant und Junk Yard Dog. |
|                                                              | Jawbreaker                            | Der ausführende Wrestler greift den Kopf des Gegners, legt dessen Kinn auf seinen Kopf und zieht seine Beine ein. Dadurch wird der Gegner nach unten gezogen und prallt mit dem Kinn auf den Kopf des Ausführenden. Alternativ kann die Aktion auch mit dem Knie des Ausführenden, anstatt dessen Kopf ausgeführt werden. Letztere Variante verwendet Triple H häufiger. |
|                                                              | Neckbreaker                           | Bei diesem Move nimmt der Ausführende den Kopf des Gegners von hinten. Dann dreht der Ausführende sich zum Gegner, sodass beide Rücken an Rücken stehen, und lässt sich schließlich in eine sitzende Position fallen, sodass der Kopf des Gegners auf die Schulter des Angreifers prallt. Diese Variante wird auch Falling Neckbreaker genannt. |
|                                                              | Overdrive                             | Beim Overdrive legt der ausführende Wrestler ein Bein über den Nacken des nach vorn gebeugten Gegners und greift einen seiner Arme. Aus dieser Position lässt er sich nach vorn auf die Knie fallen, sodass der Nacken des Gegners auf die Kniekehle des Ausführenden prallt. Diese Variante eines Swinging Neckbreaker wird beispielsweise von Elix Skipper und MVP benutzt. |
|                                                              | Swinging Neckbreaker                  | Der Swinging Neckbreaker entsteht aus einem Front Facelock, bei dem der ausführende Wrestler und der Gegner eine Drehung um 180 Grad ausführen, sodass sie in die übliche Neckbreaker-Position kommen. Die Drehung und das anschließende Fallenlassen des Ausführenden werden meistens in einer flüssigen Bewegung ausgeführt. Als Finisher wird diese Variante von Michael McGillicutty genutzt. |
|                                                              | Russian Legsweep / Grapevine Takedown | Der Angreifer steht neben dem Gegner. Beide schauen in die gleiche Richtung. Der Angreifer legt einen Arm um den Hals des Gegners und hakt das näher zum Gegner stehende Bein bei dem des Gegners ein. Der Attackierende lässt sich nach hinten fallen und zieht gleichzeitig, sowohl mit dem Arm als auch mit dem eingewickelten Bein den Gegner zu Boden. Dieser Move diente zum Beispiel Bret Hart als Vorbereitung zu seinem Sharpshooter. |
|                                                              | Samoan Drop                           | Der Gegner wird so auf die Schultern gehoben, dass er waagerecht liegt und nach vorne blickt. Der Ausführende lässt sich nun nach hinten fallen und der Gegner knallt mit dem Rücken auf die Matte. Diese Aktion wurde von Big Daddy V als Finisher benutzt. Eine Variante, bei der der Gegner vorher in die Seile geschleudert wird, beim Zurückfedern aufgefangen und dann die Aktion ausgeführt wird, wurde als Renegade Drop durch Tatanka bekannt. Er wurde aber auch des Öfteren von Umaga benutzt. |
|                                                              | Shoulderbreaker                       | Der Gegner wird mit dem Kopf nach unten auf die Schulter des ausführenden Wrestlers gehoben (entweder Rücken oder Bauch nach vorne) und dann mit der Schulter voran auf das ausgestreckte Knie des Ausführenden fallen gelassen. |
|                                                              | Stomachbreaker                        | Diese Aktion wird auch als Gutbuster bezeichnet. Der Ausführende greift den, auf dem Bauch liegenden Gegner von oben. Der rechte Arm greift ein Bein, der linke die Schulter. So wird der Gegner hinaufgezogen und dann mit dem Bauch voran auf das Knie des Ausführenden fallen gelassen. Diese Aktion wurde häufig von Sgt.Slaughter verwendet, oder aber als Double Team Move der Bushwhackers. |
| Cloudy bei der Ausführung                                    | Suicide Dive / Tope                   | Der Gegner steht außerhalb des Ringes, der ausführender Wrestler springt nun zwischen dem zweiten und dritten Ringseil, mit dem Kopf voran auf den außenstehenden Gegner. Bekannte Nutzer der Aktion sind CM Punk, Daniel Bryan und Dean Ambrose. |
|                                                              | Gorilla Press Stomachbreaker          | Der Gegner wird wie beim normalen Gorilla Press mit beiden Armen über den Kopf des Ausführenden gehoben und dann aber nach vorne, mit dem Bauch auf das Knie wieder fallen gelassen. |
|                                                              | Twist Of Fate                         | Der Gegner wird unter der linken Achsel gehalten. Nun hebt der Ausführende den rechten Arm, um dann mit Schwung den Ellenbogen unter den Hals zu klemmen und sich nach einer 180°-Drehung nach vorne auf den Rücken zu werfen. Diese Aktion wird von Matt Hardy und Jeff Hardy gezeigt. |
|                                                              | Snake Eyes                            | Der Gegner wird mit dem Kopf nach vorne auf die Schulter gelegt und dann mit dem Gesicht auf den Ringpfosten geworfen. Snake Eyes, in Kombination mit einem Big Boot, benutzt der Undertaker als Signature Move. |
| Liste der Wrestling-Kampftechniken                           |                                       | |

## Aktionen bei liegendem Gegner
| \| Liste der Wrestling-Kampftechniken \|          |                                    | |
| Abbildung                                         | Name                               | Beschreibung |
|                                                   | Big Splash                         | Beim Big Splash liegt der Gegner auf dem Rücken. Der ausführende Wrestler nimmt in den Seilen Anlauf und springt mit dem Bauch auf den Gegner. Cruiserweights springen diese Aktion auch vom Turnbuckle. Der Big Splash wird/wurde vor allem von schwereren Superstars benutzt, wie André the Giant, Big Show, Mark Henry oder Viscera. Kamala nannte diesen Move Air Africa.                                                                                   |
|                                                   | Diving Headbutt (liegender Gegner) | Der ausführende Wrestler lässt sich mit dem Kopf voran aus dem Stand oder Laufen heraus auf den am Boden liegenden Gegner fallen. Diese Aktion war bei Chris Benoit und Dynamite Kid sehr beliebt. |
| Ric Flair beim Ausführen des Elbow drops          | Elbow drop                         | Der ausführende Wrestler lässt sich mit dem Ellbogen voran aus dem Stand oder Laufen heraus auf den am Boden liegenden Gegner fallen. |
| John Cena beim Ausführen des Five Knuckle Shuffle | Fistdrop                           | Der ausführende Wrestler lässt sich mit der Faust voran aus dem Stand oder Laufen heraus auf den am Boden liegenden Gegner fallen. Diese Aktion wird mit einigen Showelementen häufig von John Cena als Five Knuckle Shuffle verwendet. |
| Samoa Joe beim Ausführen eines Kneedrop           | Knee Drop                          | Der ausführende Wrestler lässt sich mit dem Knie voran aus dem Stand oder Laufen heraus auf den am Boden liegenden Gegner fallen. |
| Chief Ade beim Ausführen eines Legdrop            | Legdrop                            | Der ausführende Wrestler lässt sich mit dem Oberschenkel, seltener mit beiden Oberschenkeln, aus dem Stand oder Laufen heraus auf den am Boden liegenden Gegner (meist auf dessen Hals- und Brustbereich) fallen. Die Variation aus dem Lauf heraus war der Finishing Move von Hulk Hogan und wurde als Atomic Legdrop bezeichnet. |
|                                                   | Hip Drop / Sitdown Splash          | Beim Hip Drop, technisch Sitdown Splash liegt der gegnerische Wrestler auf dem Boden, während der ausführende Wrestler steht. Der Ausführende stellt sich genau mit seinem Gesäß über den Gegner und lässt sich so fallen, dass es auf der Brust des Gegners landet. Rikishi führte diese Aktion aus, wobei er sich vorher dreimal mit beiden Händen auf sein Gesäß schlug. Eine Variante aus dem vollen Lauf heraus wurde von Earthquake als Finisher benutzt. |
| Liste der Wrestling-Kampftechniken                |                                    | |

## Aktionen vom Turnbuckle oder Ringseil
| \| Liste der Wrestling-Kampftechniken \|                           |                                           | |
| Abbildung                                                          | Name                                      | Beschreibung |
|                                                                    | Crossed Hand of God                       | Bei der Crossed Hand of God liegt der Kontrahent auf dem Rücken mit ausgestreckten Armen und Beinen, während der Angreifer auf die Ringecke steigt. Er kreuzt die Arme vor der Brust und springt mit angezogenen Knien auf den Gegner, so dass das Kreuz der Arme genau auf den Hals des auf dem Boden Liegenden trifft. Ein anderer Name für diesen Angriff ist Cruzifix Splash. |
|                                                                    | Crossbody                                 | Der Crossbody oder Cross Body Block wird gegen einen stehenden Gegner ausgeführt. Aus (meistens) erhöhter Position springt der Wrestler ab und landet senkrecht zur Längsachse des Gegners auf dessen Oberkörper, sodass dieser nach hinten umgerissen wird. Meistens folgt direkt darauf ein Pinversuch. Ricky Steamboat benutzte eine solche Aktion als Finisher. Bei großen, muskulösen Wrestlern dient das Abfangen eines Crossbodys oft zur Demonstration ihrer Kraft. |
|                                                                    | Double Stomp                              | Kann allein oder mit einem Partner ausgeführt werden. Der ausführende Wrestler steht auf dem Top Rope und springt mit beiden Beinen auf eine beliebige Gliedmaße des Gegners. In der Tag-Team-Variante verdreht der Partner vor der Aktion meist noch den Arm. |
|                                                                    | Plancha                                   | Eine Variante des Crossbodys ist die Plancha (für Wrestlingfans eher als Vaulting Body Press bekannt). Dabei springt ein Wrestler mit oder ohne Anlauf über das oberste Seil nach draußen, um wie beschrieben auf dem Gegner zu landen. Der Undertaker benutzt diesen Plancha als Signature Move. |
|                                                                    | Diving Double Stomp                       | Der ausführende Wrestler steigt auf den Turnbuckle. Der Gegner liegt entweder auf dem Bauch oder auf dem Rücken. Dann springt der Wrestler ab und versucht den Gegner mit beiden Beinen auf dem Brustkorb zu treffen. Es kann auch eine 180°-Drehung vorangegangen sein. Low Ki und Finn Bálor benutzen diesen Move als Finisher. |
| Shawn Michaels bei der Ausführung                                  | Diving Elbow Drop                         | Mit dem Ellenbogen voraus springt der ausführende Wrestler ab, wobei er sowohl seitlich als auch nach unten blickend in der Luft liegen kann. Dann landet er mit dem Ellenbogen auf der Schulter oder Brust des liegenden Gegners. Dies war der Finishing Move von Randy Savage. |
|                                                                    | Diving Fist Drop                          | Der Wrestler springt aus erhöhter Position ab und holt während des Sprunges zum Schlag aus. Er landet mit der Faust auf dem Kopf oder Oberkörper des Gegners. Die Aktion wird von Jerry Lawler als Finishing Move benutzt, auch Marty Jannetty zeigte sie gelegentlich. |
| Chris Benoit führt den Diving Headbutt an MVP aus                  | Diving Headbutt                           | Beim Diving Headbutt liegt der Gegner mit dem Rücken auf dem Boden und der andere Wrestler springt vom Seil mit dem Kopf voran auf die Schulter oder den Kopf des Gegners. Dieser Move war der Finisher von Dynamite Kid, Bam Bam Bigelow und Chris Benoit. Auch Lars Sullivan benutzt diesen Move gelegentlich. |
|                                                                    | Diving Knee Drop                          | Beim Diving Knee Drop liegt der Gegner entweder auf Bauch oder Rücken. Der ausführende Wrestler springt vom Turnbuckle mit angezogenen Knien auf die Körperpartie des Gegners, die er treffen will, wie Kopf, Brustkorb, Knie … Diesen Move haben mehrere bekannte Wrestler wie Petey Williams oder AJ Styles in ihrem Standardrepertoire. |
|                                                                    | Diving Leg Drop                           | Der Ausführende springt von einer höheren Ebene so auf den liegenden Gegner, dass er mit der Unterseite eines Beins auf dessen Hals oder Gesicht landet. Matt Hardy verwendet diese Aktion sehr häufig; Psicosis benutzt sie sogar als Finishing Move und nennt sie dabei Psycho Guillotine. Es existieren einige Variationen dieses Moves; so kann er zum Beispiel vom Seil abfedernd gesprungen werden (Springboard) oder mit Rotationen kombiniert werden. Ein Diving Leg Drop mit vorhergehendem Vorwärtssalto wird beispielsweise Somersault Leg Drop genannt. Teddy Hart beeindruckt regelmäßig mit einem Shooting Star Leg Drop, der einen Rückwärtssalto während des vorwärts gerichteten Sprunges beinhaltet (siehe auch Shooting Star Press). |
|                                                                    | Hurracanrana                              | Bei dieser Aktion führt der Wrestler im Sprung eine Kopfschere gegen den Gegner aus und dreht sich von seinen Schultern aus nach rechts oder links Richtung Boden, sodass dieser nach einem seitlichen Salto auf dem Rücken landet. Schon fast legendär ist die Hurracanrana vom oberen Käfigrand, die Rey Mysterio bei einem Cage Match gegen Eddie Guerrero zeigte (eigentlich ein Frankensteiner, da kein Pin folgte). |
|                                                                    | Brainshoot                                | Im Gegensatz zur Huracanrana folgt dieser ansonsten gleich ausgeführten Aktion kein Pinversuch, sondern der Gegner wird nach vorn geschleudert. Der Move kann auch aus der Ausgangsposition ausgeführt werden, in der beide Wrestler auf dem Seil stehen. Scott Steiner machte die Aktion unter dem Namen Frankensteiner populär und ist für die Namensgebung verantwortlich. Man springt häufig nach einem Balance-Akt auf dem obersten Seil in die Kopfschere, was als Ropewalk Huracanrana oder New School bezeichnet wird; letzteres in Anlehnung an einen Move des Undertakers (siehe Ropewalk Chop). Beim Stratusphere genannten Frankensteiner von Trish Stratus wird die Kopfschere aus einem Handstand heraus angesetzt.                       |
| Shawn Michaels führt den Moonsault an Chris Jericho aus            | Moonsault                                 | Als Moonsault werden Moves bezeichnet, bei denen ein Wrestler dem Gegner abgewandt ist, einen Rückwärtssalto ausführt und meistens mit dem Bauch auf dem Gegner landet. Im Normalfall liegt der Gegner dabei bereits auf dem Boden; vereinzelt steht er allerdings noch und wird vom heranfliegenden Wrestler umgerissen. Obwohl der Moonsault hauptsächlich von agileren Wrestlern wie Keiji Mutoh, Kurt Angle, Rey Mysterio oder Essa Rios ausgeführt wird, machten in der Vergangenheit gelegentlich auch Schwergewichte die Aktion zu einem ihrer Standard-Moves; die bekanntesten Vertreter sind dabei Bam Bam Bigelow und Vader. |
|                                                                    | Corkscrew Moonsault                       | Während der Wrestler einen Rückwärtssalto springt, dreht er sich zusätzlich mindestens einmal komplett um seine vertikale Achse, sodass er wie beim normalen Moonsault landet. Ultimo Dragon, Jeff Hardy, Rey Mysterio, John Morrison und Amazing Red sind bekannte Anwender dieser Flugtechnik. |
|                                                                    | Springboard Moonsault                     | Hierbei springt der ausführende Wrestler zunächst auf ein Ringseil (meistens das mittlere) und stößt sich davon ab, um den Rückwärtssalto auszuführen. Chris Jericho etablierte die Bezeichnung Lionsault für diesen Move. Wird ein solcher Moonsault gegen einen außerhalb des Rings stehenden oder liegenden Gegner gezeigt, spricht man von einem Asai Moonsault; benannt nach Yoshihiro Asai (Ultimo Dragon). Der BME (Best Moonsault Ever) von Christopher Daniels ist ein doppelter Springboard Moonsault, da er sich in einer fließenden Bewegung vom mittleren auf das obere Seil abstößt und von dort sofort die Aktion springt. |
|                                                                    | Split-Legged Moonsault (Super Star Press) | Der Wrestler steht auf dem obersten Seil in der Ringecke und lässt sich so fallen, dass er mit gespreizten Beinen auf den Seilen aufkommt und von diesen abfedert. Mit einer Rückwärtsdrehung landet er nun auf den möglichst nah an der Ringecke liegenden Gegner. Rob Van Dam und Rey Mysterio machten den Move berühmt; heute wird er zudem häufig von Christopher Daniels eingesetzt und Arabian Press genannt. Hierbei springt dieser jedoch nicht in der Ringecke, sondern in der Mitte des Seils ab. |
|                                                                    | Triple Jump Moonsault                     | Beim Triple Jump Moonsault springt der ausführende Wrestler (wie der Name der Aktion schon sagt) dreimal. Der verteidigende Wrestler liegt dabei, wie bei Moonsaults üblich, in der Mitte des Ringes. Der Angreifer stellt einen Stuhl auf einer Seite des am Boden liegenden Wrestlers auf. Danach nimmt er Anlauf, rennt über den am Boden liegenden Wrestler hinweg und springt… 1. vom Boden auf den Stuhl 2. vom Stuhl auf das oberste Ringseil 3. vom obersten Ringseil den eigentlichen Moonsault auf den Gegner über den Stuhl hinweg. Der Triple Jump Moonsault ist ein Signature Move von Sabu. |
| The Undertaker bei der Ausführung des Rope Walk an Jon Heidenreich | Rope Walk                                 | Der ausführende Wrestler greift zumeist einen Arm des Gegners und verdreht ihn, bevor er in der Ringecke auf das Seil steigt. Nun balanciert er auf dem obersten Seil in etwa bis zur Mitte. Er springt dann in den Ring und schlägt dabei dem Gegner, den er nach wie vor fest hält, auf die Schulter oder die Brust. Die Aktion wird vom Undertaker seit fast zwei Jahrzehnten gezeigt und bekam dementsprechend den Namen Old School. Jinsei Shinzaki benutzt den Move ebenfalls. |
|                                                                    | Seated Senton                             | Hier landet der springende Wrestler nicht mit dem Rücken, sondern mit dem Steiß auf dem Gegner, so dass er nach der Ausführung auf dem Gegner sitzt. Rey Mysterio führt eine solche Aktion gegen einen stehenden Gegner aus und beendet mitunter seine Matches mit dieser von ihm La silla oder Drop Da Dime genannten Variante. Auch der von Yokozuna und Rikishi gezeigte Banzai Drop ist eine Variation dieses Moves. |
| Ric Flair beim Ausführen der Senton Bomb                           | Senton Bomb                               | Der Wrestler springt aus erhöhter Position nach vorn und dreht sich in der Luft um etwa 90 Grad, dass er mit dem Rücken auf dem liegenden Gegner landet. In Varianten wie dem 630 Senton geht der Landung eine höhere Anzahl von Rotationen voraus. Diese Aktion wird von Jeff Hardy, der die Drehung in der Luft noch länger herauszögert, unter dem Namen Swanton Bomb ausgeführt. Mr. Anderson und Sin Cara nutzen diesen Move ebenfalls. |
|                                                                    | Senton Splash                             | Der Senton Splash ist wie ein normaler Senton, nur wird dieser aus dem Lauf ausgeführt. Samoa Joe zeigt die Attacke häufig in Kombination mit einem Manhattan Drop und einem Kick aus dem Lauf. |
|                                                                    | Splash                                    | Ein Splash (auch Press oder, in der einfachsten Variante ohne Drehungen, Big Splash genannt) bezeichnet eine Aktion, bei der ein Wrestler aus erhöhter Position nach vorne springt und mit dem Bauch auf dem liegenden Gegner landet. Einer der ersten nordamerikanischen Wrestler, die diese Aktion ausführten, war Jimmy Snuka. Dieser nannte ihn Superfly. Der Money Shot, der von Val Venis als Finisher benutzt wird, ist ein minimal variierter Splash. |
|                                                                    | 450° Splash                               | Der ausführende Wrestler zeigt eine Drehung um 450 Grad und landet so mit dem Bauch auf dem Gegner. Ursprünglich in Mexiko beheimatet, wurde die Aktion unter anderem durch Paul London und Juventud Guerrera in Nordamerika verbreitet. Erstgenannter trug durch mangelhafte Ausführung des Moves seinen Teil dazu bei, dass der 450 Splash und ähnlich riskante Flugmanöver 2005 in der WWE verboten wurden. Paul London benutzte diesen Sprung zuvor als Finishing Move. Der 450° Splash wird momentan von Justin Gabriel in der WWE verwendet. |
|                                                                    | 630° Splash                               | Der ausführende Wrestler macht eine Drehung um 630 Grad und landet so mit dem Rücken auf dem Gegner. Der 630° Splash kann als erweiterte Variante des 450° Splashs gesehen werden. Er wird unter anderem von Jack Evans und Teddy Hart verwendet. Ricochet benutzt diesen Move als Finisher. Bei der Variation 630° Elbow Splash kommt der ausführende Wrestler nach den Drehungen nicht mit dem Rücken auf den Gegner auf, sondern trifft ihn mit dem Ellbogen. Wie der 450° Splash wird diese Technik aus einer Ringecke vom obersten Seil auf einen zumeist auf dem Rücken liegenden Gegner ausgeführt. |
|                                                                    | Corner Slingshot Splash                   | Während der Gegner parallel zur Ringdiagonalen nahe einer Ringecke auf dem Boden liegt, steigt der ausführende Wrestler auf das untere oder mittlere Seil und hält sich am oberen Seil fest. Nun federt er ein paar Mal vom Seil hoch, bis er ausreichend Schwung hat, um seine Beine nach hinten zu werfen und möglichst waagerecht in der Luft zu liegen. Er lässt das obere Seil los und fliegt somit leicht rückwärts, sodass er mit dem Bauch auf dem Gegner landet. Dieser Move ist bei schwereren Wrestlern beliebt und wurde/wird häufig von Vader (Vader Splash), A-Train und Umaga gezeigt. |
| Eddie Guerrero bei der Ausführung des Frog Splash                  | Frog Splash                               | Hierbei zieht sich der Wrestler in der Luft kurzzeitig zusammen, sodass sich Ellenbogen und Knie möglichst berühren. Ursprünglich wurde der Frog Splash von Art Barr genutzt. Nach dessen Tod benutzte Eddie Guerrero den Move zum Andenken an ihn als Finisher. Seit Eddie Guerreros Tod führen wiederum Chavo Guerrero und Rey Mysterio den Move vereinzelt zum Zeichen des Tributs aus. Rob Van Dam nutzte die Aktion unter dem Namen Five Star Frog Splash ebenfalls als Finisher, Mike Awesome unter dem Namen Awesome Splash. Hornswoggle führt diese Aktion auch als Tadpole (eng: Kaulquappe) Splash aus. Variationen sind durch Stühle oder erhöhte Absprungorte möglich.                                                                      |
|                                                                    | Shooting Star Press                       | Der Wrestler steht in normaler Splash-Position auf dem Seil (mit Blick in Richtung Gegner), springt nach vorn und führt in der Luft einen Rückwärtssalto aus. Dies gilt als eine der schwierigsten Highflying-Aktionen, weshalb sie fast ausschließlich von Cruiserweights gezeigt wird. Brock Lesnar ist einer der wenigen Heavyweights, die diese Aktion beherrschen. Billy Kidman, Paul London und Evan Bourne benutzen sie als Finishing-Move. Die Red Star Press ist eine aus nicht erhöhter Position gesprungene Variante, die den Finisher von Amazing Red darstellt. |
|                                                                    | Sunset Flip                               | Diese Aktion dient nicht zur Schwächung des Gegners, sondern führt unmittelbar zu einem Pin-Versuch. Der Wrestler vollführt eine Vorwärtsrolle über den gebeugten Gegner, landet mit dem Kopf zwischen seinen Beinen und zieht ihn daraufhin in seine Richtung, sodass der Gegner nach hinten umfällt. In sitzender Position drückt der Wrestler nun die Beine des Gegners in Richtung von dessen Kopf und drückt seine Beine auf die Arme des Gegners, was als Pin-Versuch gilt. |
|                                                                    | Whisper in the Wind                       | Bei dieser Aktion rennt der Ausführende, mit Rücken zum Gegner, zur Ringecke. Er springt einen Rückwärtssalto und dreht sich selber um 180 Grad. Dann trifft er den Gegner mit dem Fuß an der Schulter. Diese Aktion ist ein Finisher von Jeff Hardy. |
| Liste der Wrestling-Kampftechniken                                 |                                           | |

## Schläge
| \| Liste der Wrestling-Kampftechniken \|                  |                   | |
| Abbildung                                                 | Name              | Beschreibung |
|                                                           | Bell Clap         | Der ausführende Wrestler holt mit beiden Armen seitlich aus und schlägt dem Gegner mit flachen Händen auf die Ohren. Neben Vader, der sie Vader Attack nennt, benutzten auch Ric Flair und Eddie Guerrero die Aktion gelegentlich; häufig zur Befreiung aus einem Bear Hug. |
|                                                           | Bionic Elbow      | Der ausführende Wrestler schlägt mit seinem Ellbogen von oben auf den Kopf des Gegners. Bekannt wurde diese Aktion durch Dusty Rhodes. |
| Jay Lethal führt den Chop an Ric Flair aus                | Chop              | Ein Chop ist ein Schlag mit der Handkante oder der Rückhand, der meistens auf die Brust des Gegners zielt. Obwohl viele Wrestler häufig diese Schläge benutzen, sind Chops ein Markenzeichen von Ric Flair, der dieser Technik einen gewaltigen Popularitätsschub verlieh. Aus Respekt vor Flair entstand die heute unter Fans sehr verbreitete Tradition, nach einem Chop (egal von wem er ausgeführt wird) „Wooo!“ zu rufen; eine Art Kampfschrei des legendären Wrestlers. Es gibt einige Variationen dieser Aktion; so kann ein Chop auch mit der Vorhand oder in einer vertikalen Schwungbewegung mit einer oder beiden Händen auf den Nacken des Gegners ausgeführt werden. Letzteres nennt sich Mongolian Chop und wird bevorzugt von Low Ki und Hiroyoshi Tenzan verwendet. In der WWE benutzt The Great Khali eine Variation des Chops als einen seiner Finishing Moves. Dabei schlägt Khali mit der ganzen Handfläche auf die Oberseite des Kopfes seines Gegners. Diese Variation wird als „Overhead Chop“ oder auch „Brain Chop“ bezeichnet. |
| Shelton Benjamin führt eine Clothesline an Lance Cade aus | Clothesline       | Bei einer Clothesline rennt der Wrestler leicht versetzt zu seinem Gegner frontal auf diesen zu, streckt seinen Arm seitlich aus und reißt ihn mit einem Treffer am Hals nieder. In der WWE benutzt John Bradshaw Layfield eine besonders hart geschlagene Clothesline unter dem Namen Clothesline from Hell als Finisher, wobei diese einer japanischen Clothesline, dort als Lariat bezeichnet, was ihre Härte der Ausführung angeht, um einiges nachsteht. Sehr bekannt ist auch die Variante, bei der der Gegner direkt mit dem Rücken an den Ringseilen steht und der ausführende Wrestler durch eine Clothesline zusammen mit ihm über das oberste Seil nach draußen fällt. |
|                                                           | Double Axe Handle | Der Wrestler faltet seine Hände ineinander, holt über seinem Kopf zum Schlag aus und trifft den Gegner an einer beliebigen Stelle. Unter dem Namen Polish Hammer war dies der Finishing Move von Ivan Putski. Der Move kann auch von den Seilen erfolgen. |
|                                                           | Eye Poke          | Der Eye Poke ist ein einfacher Griff oder Stich in das Auge des Gegners. Er ist häufig in Verwendung bei Heels, wird aber dennoch bei einigen Faces verwendet, wie zum Beispiel Ric Flair, der für nicht ganz regelkonforme Aktionen bekannt, berühmt und beliebt ist. |
|                                                           | Elbow Smash       | Zunächst holt der Wrestler wie bei einem normalen Punch zum Schlag aus, zieht dann aber seine Faust zur eigenen Brust und trifft den Gegner somit mit dem Ellenbogen und/oder Unterarm. Mitsuharu Misawa schwächt seine Gegner häufig mit diesem Schlag. Die Aktion kann auch aus vollem Lauf und/oder im Sprung ausgeführt werden und wird dann Flying Forearm genannt. |
| Naomi führt an Nikki Bella eine Hip Attack aus            | Hip Attack        | Das Manöver wird meist aus dem Laufen hinaus ausgeführt. Der ausführende Wrestler springt und dreht sich in der Luft. Der Gegner bekommt quasi einen Schlag mit dem Hinterteil. Die Technik wird daher auch rear view (Hinteransicht) oder butt bump/thump (Hinternschlag) genannt. |
|                                                           | Lariat            | Diese Aktion ähnelt einer Clothesline und wird häufig mit ihr verwechselt. Im Gegensatz zu dieser reißt der Ausführende seinen Gegner allerdings nicht mit ausgestrecktem Arm nieder, sondern trifft mit einer Schlagbewegung des gebeugten Armes den Hals oder Oberkörper des Gegners. Stan Hansen war berüchtigt für seine besonders harten Lariats, weitere häufige Benutzer der Aktion sind/waren JBL, Lance Cade, Kenta Kobashi, Steve Corino, Homicide, The Undertaker und Colt Cabana. Rick Steiner nannte diesen Move Steinerline. |
|                                                           | Low Blow          | Der Ausführende kniet sich vor oder hinter dem Gegner nieder und verpasst ihm einen Tiefschlag mit dem Unterarm oder der Armbeuge. Da es sich um eine illegale Attacke handelt, werden Low Blows normalerweise hinter dem Rücken des Ringrichters ausgeführt. Im Gegensatz zu vielen anderen verbotenen Schlägen führt ein vom Ringrichter bemerkter Low Blow meist zur sofortigen Disqualifikation ohne vorhergehende Ermahnung. Neben Heel-Wrestlern benutzen auch Valets (weibliche Begleiter eines Wrestlers) die Aktion häufig. |
|                                                           | Punch             | Dabei handelt es sich um einen einfachen Schlag mit der geschlossenen Faust. Tatsächlich ist eine solche Aktion im Wrestling verboten, führt de facto jedoch praktisch nie zur Disqualifikation. Eine Abschwächung dieser Regel existiert bei Ring of Honor und in japanischen Ligen; dort sind Punches, die nicht den Kopf des Gegners treffen, gestattet. Bei den sogenannten 10 Count Punches steigt der Wrestler auf den mit dem Rücken an die Ringecke gelehnten Gegner und schlägt ihm zehnmal an den Kopf, wobei das Publikum meistens lauthals mitzählt. Dieser Move wird von Big Show als gelegentlicher Finisher gezeigt. |
|                                                           | Samoan Spike      | Der Wrestler steht neben dem Gegner (gleiche Blickrichtung) und hält ihn mit einer Hand (meist der linken) am Hals fest.Dann schlägt er mit voller Wucht mit dem Daumen auf den Kehlkopf (manchmal auch andere Stellen am Hals) des Gegners ein. Der Samoan Spike war der Finishing Move von Umaga. |
|                                                           | Shoulder Block    | Der Wrestler trifft seinen Gegner mit der Schulter. Dabei kann er beispielsweise mit der Schulter voraus auf den Gegner zurennen, mit einem Sprung vom Ringseil mit der Schulter treffen oder ihn aus dem Lauf heraus anspringen (diese Aktion benutzt Monty Brown unter dem Namen Pounce als Finisher). Indem ein großer Wrestler einen oder mehrere Shoulder Blocks eines kleineren übersteht ohne umzufallen, wird häufig seine kraftmäßige Überlegenheit und Standfestigkeit demonstriert. Bei der Variante Spear läuft der Wrestler auf den Gegner zu, taucht vor ihm ab und trifft ihn so mit der Schulter und teilweise dem Oberarm am Bauch, wobei er ihn zu Boden reißt. Der Spear wurde vor allem in den letzten Jahren zu einem häufig verwendeten Finisher/Move von körperlich starken Wrestlern wie Batista, Bobby Lashley, aber auch von Edge und Roman Reigns. Salonfähig wurde der Move als Vorbereiter für den „Jackhammer“ von Bill Goldberg. Rhyno bezeichnet den Spear aber als „The Gore“.                                          |
|                                                           | Uppercut          | Bei diesem aus dem Boxen stammenden Schlag wird das Kinn des Gegners von unten getroffen. Weit verbreitet ist der European Uppercut, bei dem der ausführende Wrestler aus einem kurzen Grappling heraus seinen Gegner hart mit dem Unterarm trifft. Neben europäischen Wrestlern wie William Regal und Dave Finlay zeigen vor allem technisch begabte Männer wie Kurt Angle und Daniel Bryan diese Aktion. Auch Randy Orton zeigt diese Aktion regelmäßig. |
|                                                           | Weapon Shot       | Unter diesen Begriff fallen praktisch sämtliche Schläge, die unter Verwendung eines illegalen (außer in Hardcore-Matches) Gegenstandes ausgeführt werden. Am bekanntesten ist dabei der Chair Shot, bei dem mit der Sitzfläche eines metallenen Klappstuhls zugeschlagen wird. Viele Wrestler haben einen bestimmten Gegenstand, den sie bevorzugt benutzen, so verwendet zum Beispiel Triple H einen Vorschlaghammer, William Regal einen Schlagring, Sabu einen Stuhl und Mick Foley einen mit Stacheldraht umwickelten Baseballschläger, den er Barbie nennt. |
| Liste der Wrestling-Kampftechniken                        |                   | |

## Kicks
| \| Liste der Wrestling-Kampftechniken \|                      |                  | |
| Abbildung                                                     | Name             | Beschreibung |
| Pepper Parks führt den Big Boot an Tyson Dux aus              | Big Boot         | Beim Big Boot lässt der Wrestler seinen Kontrahenten gegen die Fußsohle seines hochgehobenen und ausgestreckten Beines laufen; meistens nachdem er ihn zuvor per Irish Whip in die Seile geworfen hat. Die Aktion diente oft als Vorbereitung des Leg Drops von Hulk Hogan. Ebenso ist es möglich, dass der ausführende Wrestler selbst auf den Gegner zuläuft und ihn mit dem ausgestreckten Bein am Kopf trifft, wobei man dann von einem Yakuza Kick oder (in Japan) Kenka Kick spricht. Der Big Boot wird meistens von größeren Wrestlern wie Tyson Tomko, Test, Snitsky oder Mike Knox als Finishing Move benutzt. |
| Jeff Hardy führt den Dropkick an Umaga aus                    | Dropkick         | Bei der Ausführung des Dropkicks springt der Wrestler in die Luft und dreht sich dabei so, dass er den Gegner mit beiden Fußsohlen treffen kann; meist am Kopf oder an der Brust. Zumeist liegt der Wrestler dabei seitlich in der Luft, sodass seine Füße den Gegner an übereinander gelegenen Punkten treffen; seltener wird ein sogenannter Front Dropkick in Rücklage ausgeführt. Dabei dreht sich der ausführende Wrestler nicht in der Luft und landet auf dem Rücken statt auf dem Bauch oder der Seite. Paul London benutzt eine besondere Dropkick-Variante namens Dropsault, bei der er nach dem Tritt in der Luft einen Rückwärtssalto zeigt und somit einen Moonsault gegen einen weiteren am Boden liegenden Gegner ausführt.                                                                                  |
|                                                               | Baseball Slide   | Während der Gegner außerhalb des Rings steht, nimmt der ausführende Wrestler Anlauf und gleitet mit den Füßen voraus unter dem untersten Seil hindurch, sodass er ihn am Kopf trifft. Die Aktion bekam ihren Namen auf Grund der Ähnlichkeit zu einem zur nächsten Base hechtenden Baseballspieler. Ein Baseball Slide kann auch gegen einen in der Ringecke sitzenden Gegner angewandt werden, wobei dieser in den Schritt getroffen wird. Besonders in der ECW beliebt war eine Variante des Baseball Slides bei der der Gegner in der Ringecke mit den Füßen auf dem obersten Ringseil mit dem Kopf nach unten hängt. Der Gegner wird am Kopf getroffen, manchmal wird ein Klappstuhl an den Kopf des Gegners gelehnt, der ausführende Wrestler trifft mit den Füßen den Stühl und drückt ihn dem Gegner in das Gesicht. |
| Jay Lethta mit einem Enzuigiri an Jimmy Jacobs                | Enzuigiri        | Der ausführende Wrestler steht mit dem Rücken oder der Seite zum Gegner. Er springt ab, dreht sich in der Luft, in etwa bis er horizontal auf dem Rücken in der Luft liegt, und trifft seinen Kontrahenten mit der Hacke oder der Hinterseite des Unterschenkels am Kopf. |
|                                                               | Missile Dropkick | Dies ist ein Dropkick, der aus einer erhöhten Position, wie zum Beispiel dem Ringseil, ausgeführt wird. Grundsätzlich unterscheidet man dabei nicht zwischen dem „normalen“ und dem oben beschriebenen Front Dropkick, wenngleich mit dieser Bezeichnung meistens ersteres gemeint ist. Diese Aktion wurde in der WWF auch oft von Edge benutzt. |
|                                                               | Low Kick         | Der ausführende Wrestler kickt mit einer halben Drehung an den Unterschenkel oder an den Oberschenkel. Diese Aktion wird oft von Santino Marella, Rey Mysterio oder anderen Cruiserweights benutzt. |
| Rey Mysterio führt den Tiger Feint Kick an Eddie Guerrero aus | Tiger Feint Kick | Dies ist ein Kick, der von Tiger Mask I erfunden wurde und insbesondere unter dem Namen „619“ als Finisher von Rey Mysterio bekannt wurde. Der Gegner liegt im Seil, der Ausführende nimmt Schwung, läuft auf das Seil zu, springt links oder rechts vom Gegner mit den Beinen zuerst durch das obere und mittlere Seil, hält sich dabei mit der einen Hand am oberen, mit der anderen am mittleren Seil fest und tritt mit einer Drehung gegen den Kopf des Gegners. Mysterio wählte die Bezeichnung 619 nach der Vorwahl seiner Heimatstadt San Diego. Cesaro benutzt den Move selten und nennt ihn „Swiss-19“. Bei Frauenwrestling wird diese Aktion (nur) von Io Shirai und Shotzi Blackheart gezeigt. |
| Shawn Michaels bei der Ausführung des Superkicks an John Cena | Superkick        | Nach einem Zwischenschritt oder (seltener) aus dem Laufen heraus streckt der seitlich zum Gegner stehende Wrestler ein Bein aus und trifft den Kontrahenten am Kopf oder unter dem Kinn. Große Berühmtheit erlangte die Aktion unter dem Namen Sweet Chin Music als Finishing Move von Shawn Michaels. Weitere regelmäßige Benutzer des Moves sind unter anderem Shelton Benjamin, Lance Storm, Booker T, Chuck Palumbo, John Morrison und Stevie Richards. |
| Liste der Wrestling-Kampftechniken                            |                  | |

## Double-Team Moves
Diese Art von Moves wird vor allem in Tag-Team-Matches benutzt und zeichnet sich dadurch aus, dass dafür zwei ausführende Wrestler nötig sind. Da sich nach einem Wechsel (Tag) beide Wrestler eines Teams für einige Sekunden gleichzeitig im Ring aufhalten dürfen, sind Double-Team Moves grundsätzlich legal.
| \| Liste der Wrestling-Kampftechniken \|    |                              | |
| Abbildung                                   | Name                         | Beschreibung |
|                                             | Backbreaker Hold Combination | Ein Wrestler hält den Gegner mit der Rückseite auf seinem Knie (wie nach einem Pendulum Backbreaker), woraufhin sein Partner vom Seil angeflogen kommt. Dabei kann er den Kopf des Gegners auf verschiedene Weise treffen, zum Beispiel mit der Unterseite des Beins (Diving Leg Drop) oder mit dem Ellenbogen (Diving Elbow Drop). Eine solche Kombination wurde von Demolition als Demolition Decapitation bezeichnet. |
|                                             | Double Suplex                | Dies bezieht sich auf jede Art von Suplex, die von zwei Wrestlern gegen einen Gegner ausgeführt wird; meistens handelt es sich um einen Snap Suplex oder Vertical Suplex. Eine Variante des Moves gestaltet sich so, dass sich die ausführenden Wrestler während der Ausführung eines Vertical Suplex so nach vorn oder hinten fallen lassen, dass der Gegner vom Ringseil abfedert und, je nach Fallrichtung, auf dem Rücken oder Bauch landet. |
| Ausführung der Dudley Boyz an Lance Storm   | Dudley Death Drop (3D)       | Dieser meistens zu 3-D abgekürzte Move ist eigentlich ein Elevated Cutter, der aber von den Dudley Boyz erfunden und daher nach ihnen benannt wurde. Ein nach einem Irish Whip anstürmender Gegner wird vom ersten Wrestler an der Hüfte oder den Oberschenkeln angehoben. Der Wrestler lässt sich dann nach hinten fallen (Flapjack). Anstatt nun mit dem Kopf auf dem Boden aufzukommen, wird das Opfer vom direkt vor ihm stehenden zweiten ausführenden Wrestler am Hals gegriffen und durch einen Cutter auf den Boden gezogen. Die Dudley Boyz führten diese Aktion häufig so durch, dass der Gegner dabei auf einem Tisch aufkommt und diesen dadurch zerbricht. Seit das Team bei TNA auftrat und den Namen „Dudley“ nicht mehr benutzen darf, nennt es sich in Anlehnung an diesen Move „Team 3D“. Dieser Move kann auch aus dem Stehen heraus ausgeführt werden, was aber eher selten der Fall ist. |
|                                             | Doomsday Device              | Der erste Ausführende nimmt den Gegner auf die Schultern, während sein Partner die Ringseile erklimmt. Nun springt dieser mit einer Diving Clothesline heran und reißt den Gegner dadurch von den Schultern seines Partners. Die Aktion wurde von den Road Warriors (Animal und Hawk) eingeführt. |
|                                             | Event Omega                  | Der Gegner liegt ungefähr in der Mitte des Rings auf dem Rücken. Die beiden Wrestler des Teams steigen nun in gegenüberliegenden Ringecken aufs Seil und springen gleichzeitig auf den Gegner. Meistens führt einer der beiden dabei einen Splash auf die Körpermitte aus, während sein Partner mit einem Leg Drop den Hals oder Kopf trifft. Die Hardy Boyz, die diesen Move oft von Leitern aus durchführten, machten diesen Move bekannt und gaben ihm seinen geläufigen Namen. |
|                                             | G9                           | Ein Finisher, der von Cryme Tyme gezeigt wird. Ein Partner nimmt den Gegner auf die Schultern, wie bei einem Fireman Carry, und stellt sich parallel zu den Ringseilen auf. Sein Partner nimmt Anlauf, läuft frontal auf seinen Partner zu, macht einen Vorwärtssalto, bei dem er den Kopf des Gegners packt, und führt somit einen Neckbreaker aus. Der erste Partner lässt sich auf den Rücken fallen, sodass der Neckbreaker durch einen Samoan Drop verstärkt wird. |
|                                             | Hart Attack                  | In der Ringmitte nimmt ein Wrestler den Gegner in einen Bear Hug und hebt ihn dabei an. Der Partner kommt aus dem Rücken des ersten Wrestlers angelaufen, springt und trifft den Gegner frontal mit einem Reverse Bulldog, woraufhin dieser zu Boden gerissen wird. Obwohl er auch von einigen anderen Teams eingesetzt wird, verdankt der Move seinen Namen der Hart Foundation, bestehend aus Bret Hart und Jim Neidhart, die damit meistens ihre Matches abschlossen. Von anderen Teams gibt es auch Varianten zu sehen, bei denen der anlaufende Partner den Gegner nicht mit einer Clothesline, sondern beispielsweise mit einem Crossbody oder einem Dropkick trifft, was eine weitaus höhere Sprungkraft erfordert. |
|                                             | Hi-Low                       | Ein Wrestler positioniert sich hinter dem Gegner und einer davor. Nun vollführt der Partner, der sich hinter dem Gegner befindet, einen Chop-Block und der davor gleichzeitig eine Clothesline, wodurch der Gegner extrem hart aufprallt. |
|                                             | Leapfrog Body Guillotine     | Ein Wrestler positioniert den Gegner so, dass dessen Oberkörper auf dem Ringseil aufliegt, während er selbst die Beine über seine Schultern legt. Nun läuft der zweite Wrestler auf den Rücken seines Partners zu, springt im Bocksprung über ihn und trifft so den Rücken des Gegners. Charlie Haas und Shelton Benjamin benutzten als World’s Greatest Tag Team den Move unter verschiedenen Namen als Finisher. |
|                                             | Mase                         | Der Gegner wird zunächst auf die Schultern genommen. Dann klettert der Tagteampartner auf die Ringecke und führt einen Diving Neckbreaker gegen den Gegner aus. |
| Die Hardys bei der Ausführung an Billy Gunn | Poetry in Motion             | Bei dieser von den Hardy Boyz eingeführten Aktion wird zunächst der Gegner in die Ringecke geworfen. Nun positioniert sich ein Wrestler auf allen vieren vor diesem, sodass der anstürmende Partner sich von seinem Rücken abstoßen und dem Gegner entgegen springen kann. Daraufhin trifft er ihn mit einer beliebigen Attacke, wie zum Beispiel einem Kick oder einem Senton Splash. Im Fall der Hardy Boyz aber grundsätzlich mit einem Calf-Kick. |
|                                             | Spanish Fly                  | Beide Partner stehen in der Ringecke auf dem Seil, dem Publikum zugewandt. Zwischen ihnen steht der der Ringmitte zugewandte Gegner, der über die Brust am jeweils gegenüberliegenden Arm gegriffen wird. Die Wrestler springen nun rückwärts ab und vollführen einen Rückwärtssalto, während sie den Gegner festhalten. Somit kommt der Gegner auf dem Rücken auf; die ausführenden Wrestler landen auf ihm. Diese spektakuläre Aktion wurde von José und Joel Maximo eingeführt. |
|                                             | Wishbone                     | Beide Partner stehen neben dem auf dem Rücken liegenden Gegner und greifen sich jeweils ein Bein. Diese werden nun gleichzeitig in entgegengesetzte Richtungen gezogen, um die Leistengegend zu dehnen. Insbesondere Heel-Teams schwächen ihre Gegner mit diesem Move. Die Aktion ist auch als Wishbone Legsplitter bekannt. |
|                                             | Snapshot                     | Ein Finisher, der oft von MNM gezeigt wurde. Ein Partner nimmt den angeschlagenen Gegner so auf die Schultern, dass der andere Teampartner ihn in einen DDT-Griff nehmen kann. Nun müsste Partner Nr. 1 die Beine und Nr. 2 den Kopf haben. Der Gegner wird nun auf den Bauch fallengelassen, indem Partner Nr. 1 sich nach hinten umfallen lässt und Partner Nr. 2 einen DDT ausführen kann. |
|                                             | Total Elimination            | Ein Finishing Move, der von den Eliminators benutzt wurde. Ein Partner positioniert sich hinter dem Gegner, der andere Partner davor. Nun zeigt der Partner, der sich hinter dem Gegner befindet, eine Leg Sweep, der andere gleichzeitig einen Spinning Wheel Kick. |
|                                             | High Angle Superplex         | Der Gegner wird wie beim Superplex auf die Ringecke gesetzt. Der Ausführende nimmt seinen Partner auf die Schulter (Electric Chair) und beide lassen sich nach hinten fallen und somit bekommt der Gegner einen Superplex ab. |
|                                             | Hardy Boy Leg Drop           | Der Gegner liegt mit dem Rücken auf dem Boden. Ein Ausführender steht auf der Top Turnbuckle, während der zweite auf der Matte steht. Der erste zeigt einen Diving Leg Drop, während der andere eine Leg to Goin (d. h. Legdrop mit beiden Beinen in den Leistenbereich). Diese Aktion wurde vor allem von den Hardys benutzt. Deswegen wird er als Hardy Boy Leg Drop bezeichnet. |
| Liste der Wrestling-Kampftechniken          |                              | |